# Ofiary wojny rosyjsko-ukraińskiej
Ofiary wojny rosyjsko-ukraińskiej obejmowały sześć ofiar śmiertelnych podczas aneksji Krymu przez Rosję w 2014 roku, 14 200–14 400 żołnierzy i cywilów podczas wojny w Donbasie (2014–2022) oraz 1 milion ofiar podczas rosyjskiej inwazji na Ukrainę od 2022 roku do połowy września 2024 roku.
Najbardziej śmiercionośna faza wojny w Donbasie miała miejsce przed porozumieniami mińskimi, których celem było zawieszenie broni. Pomimo różnorodnych raportów na temat ukraińskich ofiar wojskowych wynikających z zaniżania raportów, oficjalne dane ostatecznie się potwierdziły, wskazując na znaczne straty wojskowe i cywilne po obu stronach. Podczas wojny doszło także do znacznej liczby zaginionych i schwytanych osób, a także podejmowano wysiłki mające na celu wymianę więźniów między obiema stronami. Zagraniczni bojownicy i ofiary cywilne zwiększyły złożoność wojny, gdyż zaangażowanie międzynarodowe i jej skutki wykraczały poza strefy bezpośredniego konfliktu.
Późniejsza inwazja rosyjska na Ukrainę jeszcze bardziej zwiększyła liczbę ofiar i zniszczeń. Sprzeczne doniesienia ze źródeł rosyjskich i ukraińskich wskazywały na wysokie straty wojskowe i cywilne, przy znacznych rozbieżnościach w raportowanych liczbach. Zaangażowanie zagraniczne było kontynuowane, odnotowano zarówno zagranicznych bojowników, jak i śmierć cywilów. Wysiłki mające na celu identyfikację i repatriację zmarłych, a także traktowanie jeńców wojennych uwydatniły koszty ludzkie toczącego się konfliktu.

## Aneksja Krymu przez Rosję (2014)
Podczas rosyjskiej aneksji Krymu od 23 lutego do 19 marca 2014 roku zginęło sześć osób. Wśród zabitych było trzech protestujących, dwóch ukraińskich żołnierzy i jeden członek kozackiej formacji paramilitarnej. 10 sierpnia 2016 roku Rosja oskarżyła Siły Specjalne Ukrainy o przeprowadzenie nalotu w pobliżu krymskiego miasta Armiańsk, w wyniku którego zginęło dwóch rosyjskich żołnierzy. Rząd Ukrainy odrzucił te doniesienia, uznając je za prowokację. W latach 2014–2016 przymusowo zaginęło 10 osób, a w 2017 roku w dalszym ciągu uznawano je za zaginione.

## Wojna w Donbasie (2014–2022)

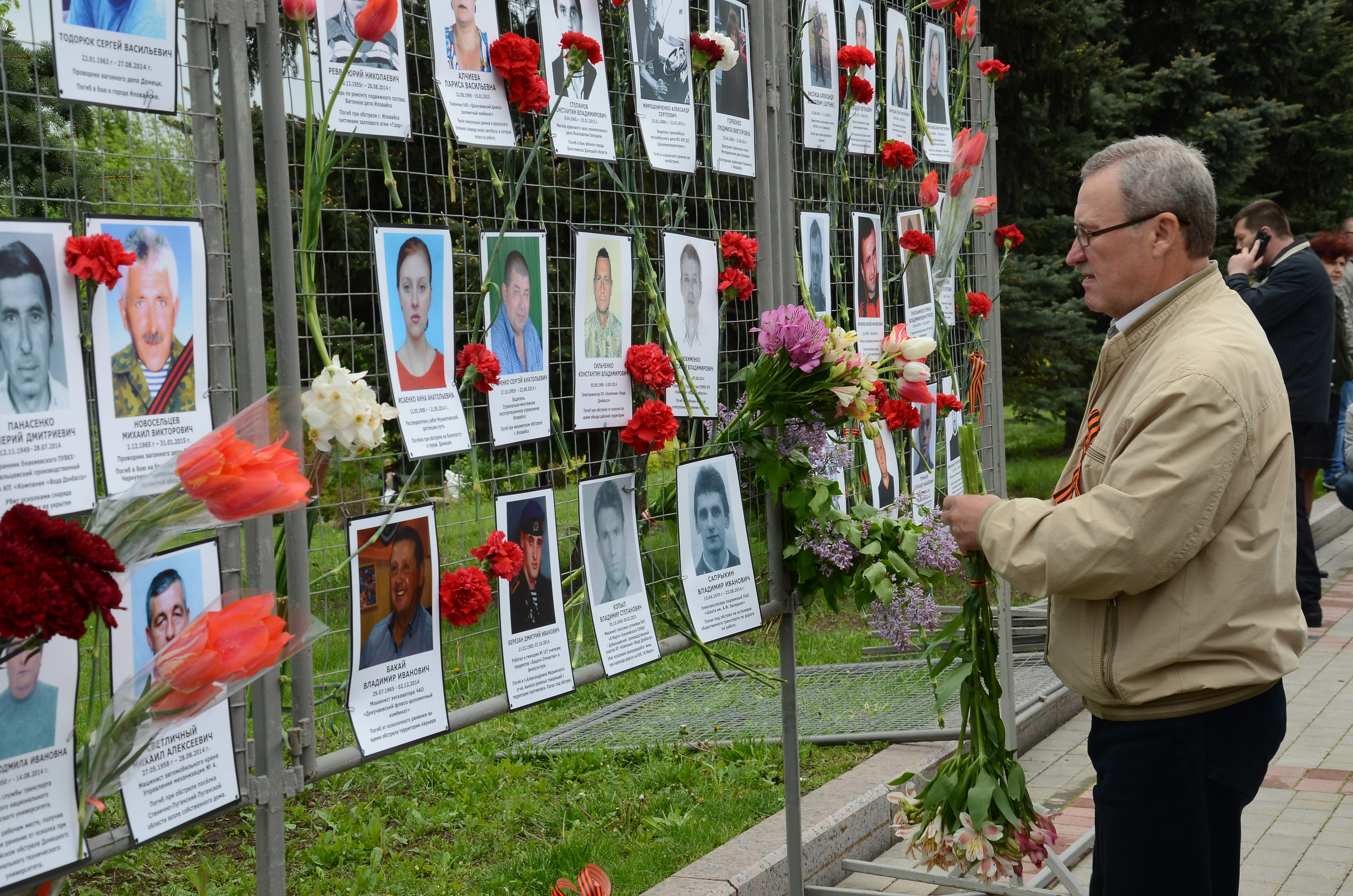
Ofiary cywilne wojny w Donbasie

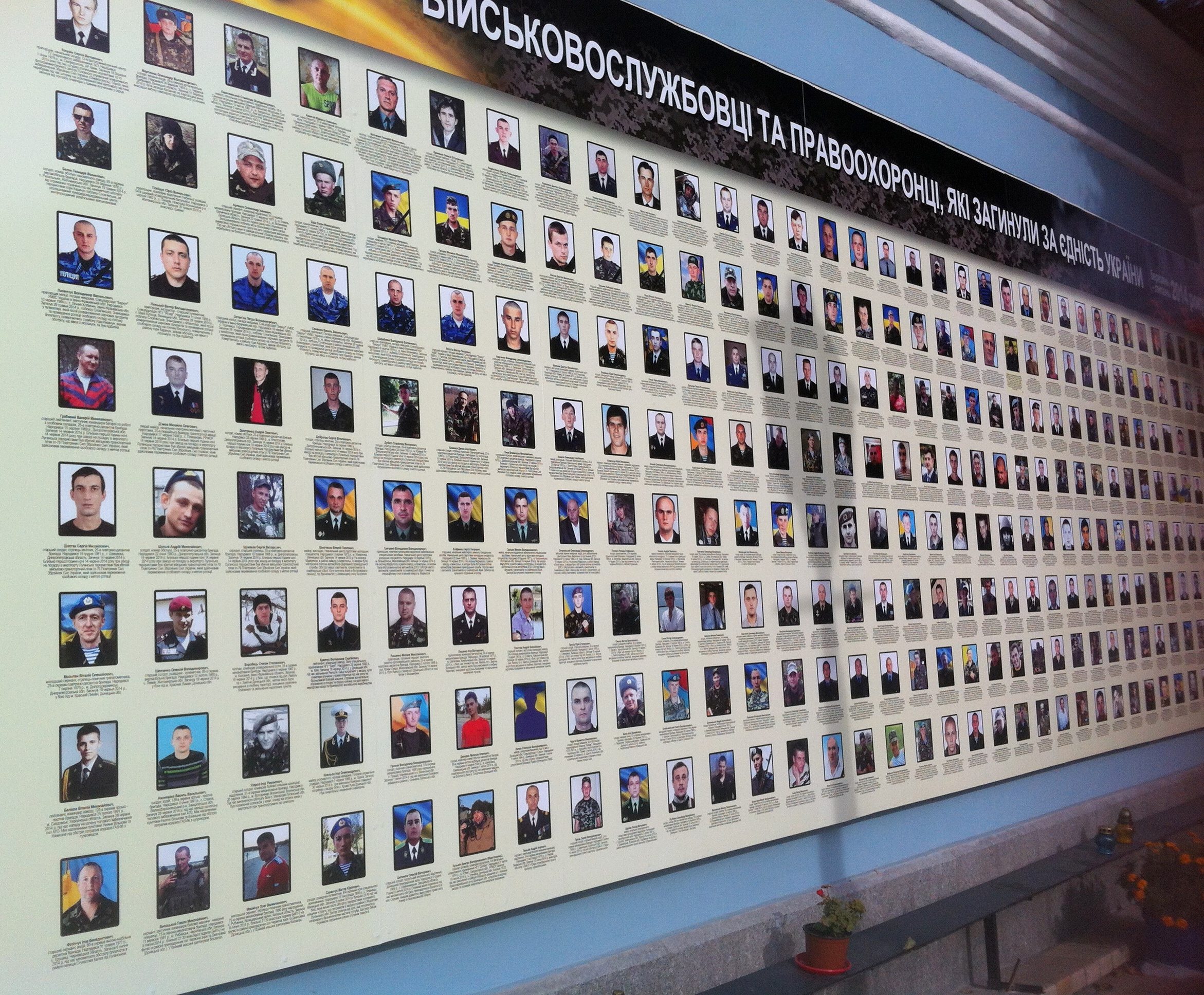
Ściana Poległych za Ukrainę, w hołdzie ukraińskim żołnierzom i funkcjonariuszom policji poległym podczas wojny w Donbasie w okresie od marca do lipca 2014 roku „w imię jedności Ukrainy”; w pobliżu Soboru Mihajłowskiego w Kijowie

Ogólna szacunkowa liczba ofiar śmiertelnych wojny w Donbasie od 6 kwietnia 2014 do 31 grudnia 2021 roku wyniosła 14 200–14 400 osób. Liczba ta obejmuje ok. 6500 bojowników prorosyjskich sił separatystycznych, 4400 żołnierzy sił ukraińskich i 3404 cywilów. Liczba obejmuje również zgony żołnierzy niezwiązanych z walką, w tym śmierć w wyniku eksplozji min i niewybuchów. Zdecydowana większość zgonów miała miejsce w pierwszym roku wojny, kiedy toczyły się główne walki przed porozumieniami mińskimi.

### Całkowita liczba zgonów
| Rozkład                                            | Ofiary śmiertelne                 | Okres                             | Źródło                               |
| -------------------------------------------------- | --------------------------------- | --------------------------------- | ------------------------------------ |
| Całkowita liczba                                   | 14 200–14 400 zabitych            | 6 kwietnia 2014 – 31 grudnia 2021 | Organizacja Narodów Zjednoczonych    |
| Cywile                                             | 3404 zabitych (306 obcokrajowców) | 6 kwietnia 2014 – 31 grudnia 2021 | Organizacja Narodów Zjednoczonych    |
| Siły ukraińskie (SZU, GNU, DPSU i siły ochotnicze) | 4400 zabitych                     | 6 kwietnia 2014 – 31 grudnia 2021 | Organizacja Narodów Zjednoczonych    |
| Siły ukraińskie (SZU, GNU, DPSU i siły ochotnicze) | 4725 zabitych                     | 6 kwietnia 2014 – 23 lutego 2022  | Muzeum Historii Wojskowości          |
| Siły ukraińskie (SZU, GNU, DPSU i siły ochotnicze) | 5095 zabitych                     | 6 kwietnia 2014 – 23 lutego 2022  | Projekt UALosses                     |
| Siły prorosyjskie (siły DRL i ŁRL)                 | ~6500 zabitych                    | 6 kwietnia 2014 – 31 grudnia 2021 | Organizacja Narodów Zjednoczonych    |
| Siły prorosyjskie (siły DRL i ŁRL)                 | 17 zabitych                       | 1 stycznia – 25 lutego 2022       | Doniecka i Ługańska Republika Ludowa |
| Siły Zbrojne Rosji                                 | 400–500 zabitych                  | 6 kwietnia 2014 – 10 marca 2015   | Sekretarz stanu USA                  |

Według lekarzy, aktywistów, żołnierzy na miejscu oraz co najmniej jednego deputowanego początkowa znana liczba ukraińskich ofiar wśród wojskowych była bardzo zróżnicowana, ponieważ armia ukraińska drastycznie zaniżyła liczbę ofiar. Kilku lekarzy oświadczyło, że byli przeciążeni ze względu na drastyczną liczbę ofiar. Ostatecznie Ministerstwo Obrony Ukrainy stwierdziło, że liczby zarejestrowane przez Narodowe Muzeum Historii Wojskowości są liczbami oficjalnymi, choć wciąż niekompletnymi. Do 23 lutego 2022 roku skatalogowano 4725 zgonów.
Według Sił Zbrojnych Ukrainy do 5 marca 2021 roku z przyczyn niezwiązanych z walką zginęło 1175 ukraińskich żołnierzy. Następnie wojsko nie opublikowało nowych danych na temat strat pozabojowych, twierdząc, że można je uznać za tajemnicę państwową.

### Zgony według regionów

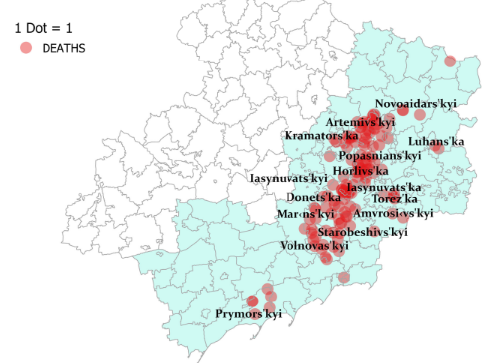
Mapa przedstawiająca zgłoszone przypadki zgonów proukraińskich żołnierzy podczas wojny w Donbasu w 2018 roku.

Poniższa tabela nie uwzględnia 298 ofiar śmiertelnych w wyniku zestrzelenia samolotu linii Malaysia Airlines ani zgonów ukraińskich żołnierzy, które są wymienione osobno.
| Region         | Ofiary śmiertelne                      | Okres                            | Źródło                            |
| -------------- | -------------------------------------- | -------------------------------- | --------------------------------- |
| Obwód doniecki | 2420 zabitych cywilów i bojowników DRL | 6 kwietnia 2014 – 15 lutego 2015 | Organizacja Narodów Zjednoczonych |
| Obwód ługański | 1185 zabitych cywilów i bojowników ŁRL | 1 May 2014 – 15 February 2015    | Organizacja Narodów Zjednoczonych |
| Obwód doniecki | 4374 zabitych cywilów                  | 6 kwietnia 2014 – 18 lutego 2022 | Doniecka Republika Ludowa         |
| Obwód ługański | 2269 zabitych cywilów                  | 6 kwietnia 2014 – 23 lutego 2022 | Ługańska Republika Ludowa         |

### Zaginieni i wzięci do niewoli

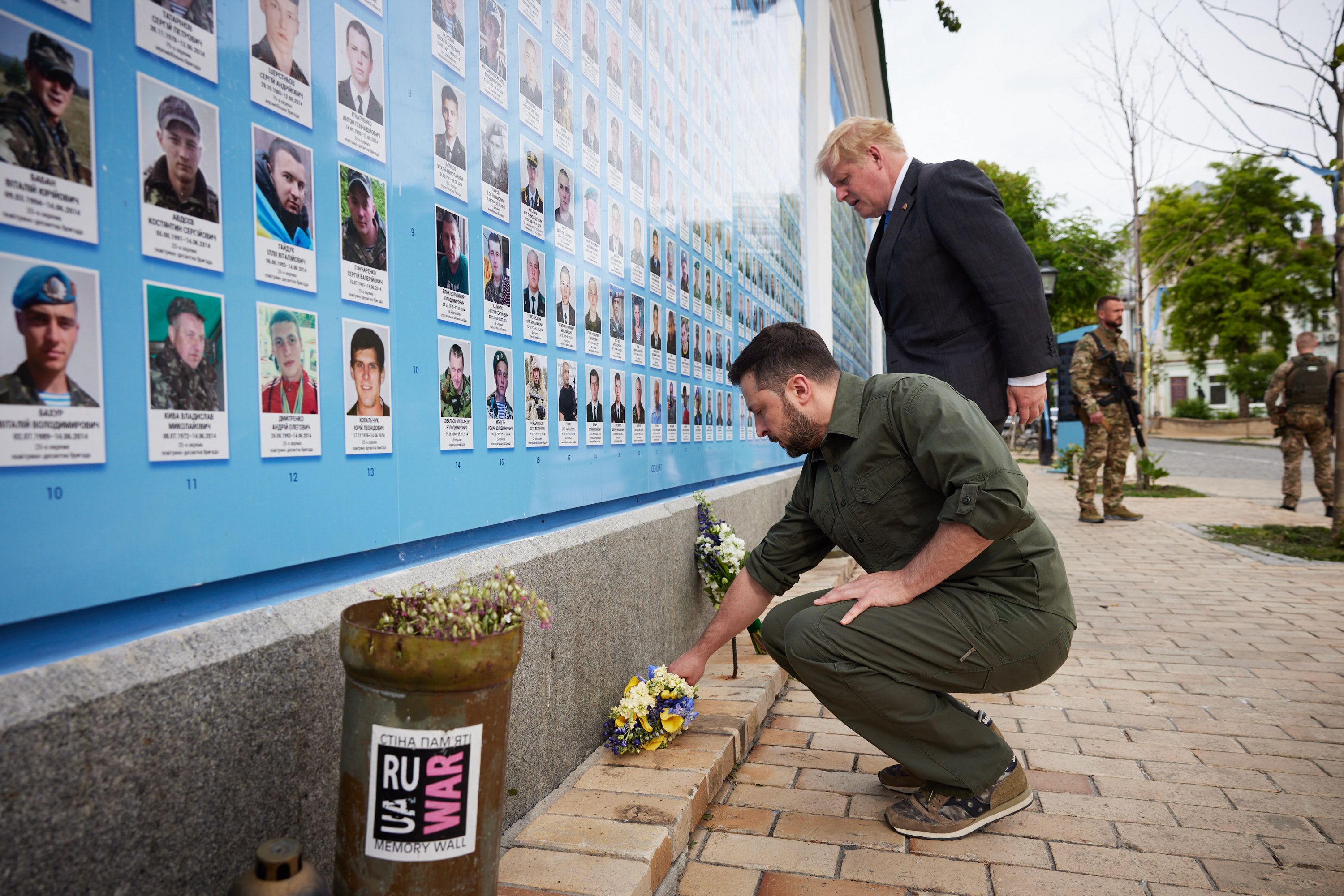
Ściana Poległych Monastyru Michajłowskiego o Złotych Kopułach w Kijowie została przekształcona w pomnik wojenny ze zdjęciami tysięcy ukraińskich żołnierzy poległych podczas wojny w Donbasie.

Na początku czerwca 2015 roku prokuratorzy obwodu donieckiego zgłosili zaginięcie na obszarach kontrolowanych przez ukraiński rząd 1592 cywilów, z czego 208 udało się odnaleźć. Jednocześnie w raporcie Organizacji Narodów Zjednoczonych stwierdzono, że za zaginionych uważano 1331–1460 osób, w tym co najmniej 378 żołnierzy i 216 cywilów. Potwierdzono także, że w kostnicach obwodu dniepropetrowskiego przetrzymywano lub pochowano 345 niezidentyfikowanych ciał, głównie żołnierzy. Według stanu na koniec października 2015 roku za zaginione uważano 774 osoby, w tym 271 żołnierzy. Do końca grudnia 2017 roku liczba potwierdzonych zaginięć po stronie ukraińskiej wyniosła 402, w tym 123 żołnierzy. Z kolei separatyści zgłosili do połowy grudnia 2016 roku 433 osoby zaginione po swojej stronie, a do połowy lutego 2022 roku było to 321 osób.
Według danych Służby Bezpieczeństwa Ukrainy (SBU) do połowy marca 2015 roku w ramach wymiany jeńców między obiema stronami z niewoli wypuszczono 1553 separatystów. Następnie pod koniec lutego 2016 roku Ukraina uwolniła kolejne 322 osoby, natomiast do września separatyści uwolnili 1598 członków sił bezpieczeństwa i 1484 cywilów. Według doniesień pod koniec marca 2016 roku siły ukraińskie nadal przetrzymywały 1110 bojowników i zwolenników separatystów, w tym 743 cywilów. W grudniu liczba więźniów separatystów została zaktualizowana do 816 osób, w tym 287–646 cywilów. Pod koniec maja 2015 roku uwolniono ukraińskiego dowódcę lotniska w Doniecku Ołeha Kuźminucha, który został schwytany podczas walk o kompleks.
W grudniu 2017 roku miała miejsce duża wymiana jeńców, podczas której separatyści uwolnili 73 ze 176 przetrzymywanych więźniów, natomiast Ukraina uwolniła 306 z 380 jeńców. Spośród uwolnionych przez Ukrainę 29 osób przywiezionych do punktu wymiany odmówiło powrotu na terytorium zajęte przez separatystów, natomiast 40 osób, które zostały już wcześniej zwolnione, nie stawiły się w miejscu wymiany. Tymczasem spośród uwolnionych przez separatystów 32 osoby były żołnierzami. Dzięki temu ogólna liczba jeńców zwolnionych przez separatystów wyniosła 3215. Wśród osób, które nadal były przetrzymywane przez separatystów 74 stanowili żołnierze. W wyniku dalszych wymian liczba jeńców uwolnionych przez separatystów do początku marca 2019 roku wzrosła do 3233 osób. Pod koniec grudnia 2019 roku miała miejsce kolejna wymiana jeńców, w ramach której Ukraina uwolniła 124 bojowników separatystów i ich zwolenników, a separatyści zwolnili na Ukrainę 76 więźniów, w tym 12 żołnierzy. Kolejnych pięciu lub sześciu jeńców uwolnionych przez separatystów zdecydowało się pozostać na terytoriach kontrolowanych przez siły separatystów. Ostatnia wymiana miała miejsce 16 kwietnia 2020 roku, kiedy to separatyści uwolnili 20 osób, w tym 17 cywilów, w zamian za 14, podczas gdy 214 z nich pozostało w niewoli.
Kiedy działania wojenne toczyły się wyłącznie na wschodzie kraju, jednym z pierwszych udokumentowanych przypadków torturowania jeńców wojennych na Ukrainie był incydent z 7 października 2014 roku w Zuhresie, kiedy 53-letni Ukrainiec Ihor Kożoma próbował wyprowadzić żonę z okupowanego terytorium, został przywiązany przez Rosjan do kolumny i kilka godzin torturowany przez miejscowych separatystów. Podobny przypadek miał miejsce w przypadku mieszkanki obwodu donieckiego, Iryny Dowgan, która była publicznie torturowana za swoje proukraińskie stanowisko.

### Zagraniczni bojownicy
W konflikt zaangażowani byli także zagraniczni ochotnicy, walczący po obu stronach. Organizacja pozarządowa Cargo 200 poinformowała, że udokumentowała śmierć 1479 obywateli Rosji podczas walk w ramach sił separatystów. Następnie Departament Stanu Stanów Zjednoczonych oszacował, że 400–500 z nich to regularni żołnierze rosyjscy. W walkach po stronie separatystów zginęło także dwóch Kirgizów i jeden Gruzin. Z kolei po stronie ukraińskiej zginęło co najmniej 262 obywateli Ukrainy urodzonych za granicą lub obcokrajowców. Jednym z zabitych był były dowódca czeczeńskich rebeliantów Isa Munajew.
Według przecieku z końca sierpnia 2015 roku opublikowanego przez rosyjski serwis informacyjny Business Life (Delovaya Zhizn) do 1 lutego 2015 tegoż roku na Ukrainie zginęło 2000 rosyjskich żołnierzy.

### Zagraniczni cywile i dziennikarze
Co najmniej 306 zagranicznych cywilów zginęło podczas wojny w Donbasie przed rosyjską inwazją w 2022 roku:
- 298 pasażerów i członków załogi zginęło w wyniku zestrzelenia samolotu Malaysia Airlines[70][71][72],
- Włoski dziennikarz Andrea Rocchelli i jego rosyjski tłumacz, aktywista Andriej Mironow[73][74],
- Czterech innych dziennikarzy cywilnych i pracowników mediów rosyjskich: Igor Korneliuk i Anton Wołoszin, odpowiednio korespondent i inżynier dźwięku; Anatolij Klian, operator kamery oraz Andriej Stenin, fotoreporter[74],
- Jeden rosyjski cywil, który zginął podczas ostrzału Doniecka przez Rosję[75],
- Jeden litewski dyplomata, który zginął w Ługańsku[76].

### Miny lądowe i pozostałości materiałów wybuchowych
W wyniku konfliktu duże połacie regionu Donbasu zostały zanieczyszczone minami lądowymi i innymi wybuchowymi pozostałościami wojennymi (ERW). Według Koordynatora ONZ ds. pomocy humanitarnej na Ukrainie w 2020 roku Ukraina była jednym z krajów na świecie najbardziej dotkniętych minami, a od początku konfliktu w 2014 roku zginęło prawie 1200 osób w wyniku wybuchu min/ERW. Z kolei z raportu UNICEF opublikowanego w grudniu 2019 roku wynikało, że 172 dzieci zostało rannych lub zabitych w wyniku min przeciwpiechotnych i innych materiałów wybuchowych.

## Inwazja Rosji na Ukrainę (od 2022)

### Całkowita liczba ofiar
| Rozkład                                                                             | Ofiary śmiertelne                                                                                 | Okres                                                                                               | Źródło                                                       |
| ----------------------------------------------------------------------------------- | ------------------------------------------------------------------------------------------------- | --------------------------------------------------------------------------------------------------- | ------------------------------------------------------------ |
| Cywile na Ukrainie                                                                  | 13 883 zabitych, 35 548 rannych (potwierdzone minimum, ale zapewne wyższe)                        | 24 lutego 2022 – 31 lipca 2025                                                                      | Organizacja Narodów Zjednoczonych                            |
| Ukraińscy cywile                                                                    | 12 000+ zabitych (potwierdzonych), 16 000 jeńców                                                  | 24 lutego 2022 – 17 czerwca 2024 24 lutego 2022 – 16 grudnia 2024                                   | Strona ukraińska                                             |
| Ukraińscy cywile                                                                    | 42 000 zabitych                                                                                   | 24 lutego 2022 – 21 maja 2023                                                                       | Szacunki Stanów Zjednoczonych                                |
| Rosyjscy cywile                                                                     | 394 zabitych (W Zachodniej Rosji)                                                                 | 24 lutego 2022 – 25 grudnia 2024                                                                    | 7x7                                                          |
| Rosyjscy cywile                                                                     | 621 zabitych (w tym na Krymie), 789 zaginionych                                                   | 24 lutego 2022 – 15 maja 2025                                                                       | Federacja Rosyjska                                           |
| Siły ukraińskie (SZU, GNU, DPSU i SPOPP)                                            | 57 500+ zabitych, 250 000+ rannych                                                                | 24 lutego 2022 – 10 października 2024                                                               | Szacunki Stanów Zjednoczonych                                |
| Siły ukraińskie (SZU, GNU, DPSU i SPOPP)                                            | 30 000 zabitych (24 500 potwierdzonych), 90 000–100 000 rannych, 15 000 zaginionych i 3400 jeńców | 24 lutego 2022 – 14 listopada 2023                                                                  | Muzeum Historii Wojskowości (Ukraińska grupa Book of Memory) |
| Siły ukraińskie (SZU, GNU, DPSU i SPOPP)                                            | 80 000 zabitych, 400 000 rannych                                                                  | 24 lutego 2022 – przed wrześniem 2024                                                               | Szacunki The Wall Street Journal                             |
| Siły ukraińskie (SZU, GNU, DPSU i SPOPP)                                            | 60 000–100 000 zabitych, 400 000 rannych                                                          | 24 lutego 2022 – 26 listopada 2024                                                                  | Szacunki The Economist                                       |
| Siły ukraińskie (SZU, GNU, DPSU i SPOPP)                                            | 72 512 zabitych, 67 848 zaginionych i 5525 schwytanych                                            | 24 lutego 2022 – 18 czerwca 2025                                                                    | Projekt UALosses                                             |
| Siły ukraińskie (SZU, GNU, DPSU i SPOPP)                                            | <1 000 000 zabitych i rannych (5962 zabitych zagranicznych ochotników)                            | 24 lutego 2022 – 18 grudnia 2024                                                                    | Ministerstwo Obrony Rosji                                    |
| Siły ukraińskie (SZU)                                                               | 50 000 zabitych, 380 000 rannych, 56 700 zaginionych, 8000 jeńców                                 | 24 lutego 2022 – 6 marca 2025 24 lutego 2022 – 17 lutego 2025 24 lutego 2022 – 30 października 2024 | Rząd ukraiński                                               |
| Siły ukraińskie (SZU)                                                               | 70 000 zabitych, 35 000 zaginionych                                                               | 24 lutego 2022 – 4 grudnia 2024                                                                     | Jurij Butusow                                                |
| Siły ukraińskie (GNU)                                                               | 501 zabitych, 1697 rannych                                                                        | 24 lutego 2022 – 12 maja 2022                                                                       | Gwardia Narodowa Ukrainy                                     |
| Siły ukraińskie (NPU)                                                               | 124 zabitych                                                                                      | 24 lutego 2022 – 18 czerwca 2022                                                                    | Narodowa Policja Ukrainy                                     |
| Siły rosyjskie (SZFR, Rosgwardia, FSB, FSO, Grupa Wagnera, Redut i inne, DRL i ŁRL) |                                                                                                   | |                                                              |
| 300 000+ zabitych i rannych                                                         | 24 lutego 2022 – 29 listopada 2023                                                                | Szacunki NATO                                                                                       |                                                              |
| 172 000 zabitych, 611 000 rannych                                                   | 24 lutego 2022 – 1 stycznia 2024                                                                  | Szacunki Stanów Zjednoczonych (IISS)                                                                |                                                              |
| 950 000+ zabitych i rannych, (250 000 zabitych)                                     | 24 lutego 2022 – 3 czerwca 2024                                                                   | Szacunki Stanów Zjednoczonych (CSIS)                                                                |                                                              |
| 250 000 zabitych, 850 000 rannych                                                   | 24 lutego 2022 – 15 sierpnia 2025                                                                 | Szacunki Wielkiej Brytanii                                                                          |                                                              |
| 150 000 zabitych, 350 000 rannych                                                   | 24 lutego 2022 – 3 maja 2024                                                                      | Szacunki Francji.                                                                                   |                                                              |
| 462 000–728 000 zabitych i rannych                                                  | 24 lutego 2022 – 30 sierpnia 2024                                                                 | Szacunki The Economist                                                                              |                                                              |
| 210 050–296 573 zabitych                                                            | 24 lutego 2022 – 8 sierpnia 2025                                                                  | Szacunki BBC News Rosja                                                                             |                                                              |
| 200 000 zabitych, 400 000 rannych                                                   | 24 lutego 2022 – przed wrześniem 2024                                                             | Szacunki The Wall Street Journal                                                                    |                                                              |
| 1 001 560 zabitych i rannych (198 000 zabitych, 550 000+ rannych)                   | 24 lutego 2022 – 13 czerwca 2025                                                                  | Siły Zbrojne Ukrainy                                                                                |                                                              |
| Siły rosyjskie (SZFR, Rosgwardia, FSB, FSO, Grupa Wagnera, Redut i inne)            | 189 051–273 073 zabitych (122 883 potwierdzonych), 210 000+ rannych                               | 24 lutego 2022 – 8 sierpnia 2025                                                                    | Szacunki BBC News Rosja i Mediazony                          |
| Siły rosyjskie (SZFR, Rosgwardia, FSB, FSO, Grupa Wagnera, Redut i inne)            | 120 000–140 000 zabitych                                                                          | 24 lutego 2022 – 30 czerwca 2024                                                                    | Szacunki Meduzy                                              |
| Siły rosyjskie (Grupa Wagnera)                                                      | 22 000 zabitych, 40 000 rannych                                                                   | 24 lutego 2022 – 20 maja 2023                                                                       | Grupa Wagnera                                                |
| Siły rosyjskie (Grupa Wagnera)                                                      | 20 000 zabitych, 40 000 rannych                                                                   | 24 lutego 2022 – 30 listopada 2023                                                                  | Szacunki Wielkiej Brytanii                                   |
| Siły rosyjskie (Grupa Wagnera, Redut i inne)                                        | 15 046–20 015 zabitych (potwierdzonych)                                                           | 24 lutego 2022 – 29 lipca 2025                                                                      | Szacunki BBC News Rosja i Mediazony                          |
| Siły rosyjskie (DRL i ŁRL)                                                          | 21 000–23 500 zabitych                                                                            | 24 lutego 2022 – 10 stycznia 2025                                                                   | Szacunki BBC News Rosja                                      |
| Siły północnokoreańskie                                                             | 600 zabitych, 4100 rannych                                                                        | 14 grudnia 2024 – 30 kwietnia 2025                                                                  | Szacunki Korei Południowej                                   |
| Siły północnokoreańskie                                                             | 6000+ zabitych i rannych                                                                          | 14 grudnia 2024 – 16 czerwca 2025                                                                   | Szacunki Wielkiej Brytanii                                   |
| Siły północnokoreańskie                                                             | 1000 zabitych, 3000 rannych, 2 jeńców                                                             | 14 grudnia 2024 – 15 stycznia 2025                                                                  | Szacunki Zachodu                                             |

21 września 2022 roku Ministerstwo Obrony Rosji potwierdziło, że w walkach zginęło 5937 rosyjskich żołnierzy. Stwierdziło również, że do tego momentu zginęło 61 207 ukraińskich żołnierzy, a 49 368 zostało rannych. Następnie Rosja podała, że w lutym, kwietniu i wrześniu 2023 roku straty ukraińskie wyniosły 26 tys. żołnierzy. W połowie grudnia 2024 roku Ministerstwo Obrony Rosji zaktualizowało swoje dane dotyczące ukraińskich ofiar wojskowych do prawie 1 miliona zabitych i rannych, przy czym w trakcie ukraińskiej kontrofensywy w 2023 roku zginęło 125 tys. żołnierzy. Ponadto Doniecka Republika Ludowa potwierdziła, że do 22 grudnia 2022 roku zginęło 4163 jej bojowników, a 17 329 zostało rannych. Następnie ujawnionej dokumentacji wywiadu Stanów Zjednoczonych zacytowano rosyjską FSB, że do 28 lutego 2023 roku siły rosyjskie poniosły 110 tys. ofiar.
Według BBC News Rosja i serwisu informacyjnego Mediazona z 122 883 rosyjskich żołnierzy i kontrahentów, których śmierć udokumentowano do 8 sierpia 2025 roku, 4,5% (5432) stanowili oficerowie, 8,6% (10 391) to żołnierze strzelców zmotoryzowanych, a 3% (3676) stanowili członkowie rosyjskich Sił Powietrznodesantowych (WDW). Ponadto 11% (13 460) żołnierzy rosyjskich, których śmierć została potwierdzona, to osoby zmobilizowane, a 14,4% (17 670) to skazańcy. BBC stwierdziło również, że: „Rzeczywista liczba ofiar jest prawdopodobnie znacznie wyższa, niż można ustalić na podstawie otwartych źródeł. Eksperci wojskowi, z którymi przeprowadzono wywiady, sugerowali, że nasza analiza rosyjskich cmentarzy, pomników wojennych i nekrologów może odpowiadać za 45–65% rzeczywistej liczby ofiar śmiertelnych”. W związku z tym BBC podało, że rzeczywista liczba ofiar śmiertelnych sił rosyjskich, licząc wyłącznie rosyjskich żołnierzy i pracowników kontraktowych (tj. z wyłączeniem milicji DRL/ŁRL), wyniosła 189 051–273 073 do początku sierpnia 2025 roku.
Szef Grupy Wagnera Jewgienij Prigożyn potwierdził, że do 25 maja 2023 roku jego organizacja najemnicza straciła ponad 20 tys. żołnierzy. Następnie stwierdził, że do końca czerwca 2023 roku rosyjska armia straciła na Ukrainie łącznie 120 tys. zabitych. Zarzucał Ministerstwu Obrony systematyczne bagatelizowanie rosyjskich strat. 10 czerwca 2024 roku serwis Mediazona podał, że  w czasie walk o Bachmut zginął co trzeci rosyjski więzień zwerbowany przez Grupę Wagnera. Według śledztwa Wagner zwerbował do wojny z Ukrainą co najmniej 48 366 osób, w tym 43 800 byłych więźniów, pochodzących z niemal wszystkich regionów Rosji. W ciągu 327 dni walk o miasto zginęło co najmniej 19 547 osób (maksymalna strata wynosiła 213 osób w ciągu jednego dnia), z czego 17 175 to więźniowie, a pozostałych 2372 to zawodowi najemnicy.
12 grudnia 2023 roku odtajniony raport wywiadu USA wskazywał, że od rozpoczęcia wojny Rosjanie stracili co najmniej 315 tys. żołnierzy, rannych i zabitych. W raporcie podano, że stanowiło to ok. 87% sił przedinwazyjnych zgromadzonych przez Rosję i ⅔ jej pojazdów. Te straty w żołnierzach i sprzęcie mogą cofnąć armię rosyjską o ok. 18 lat.

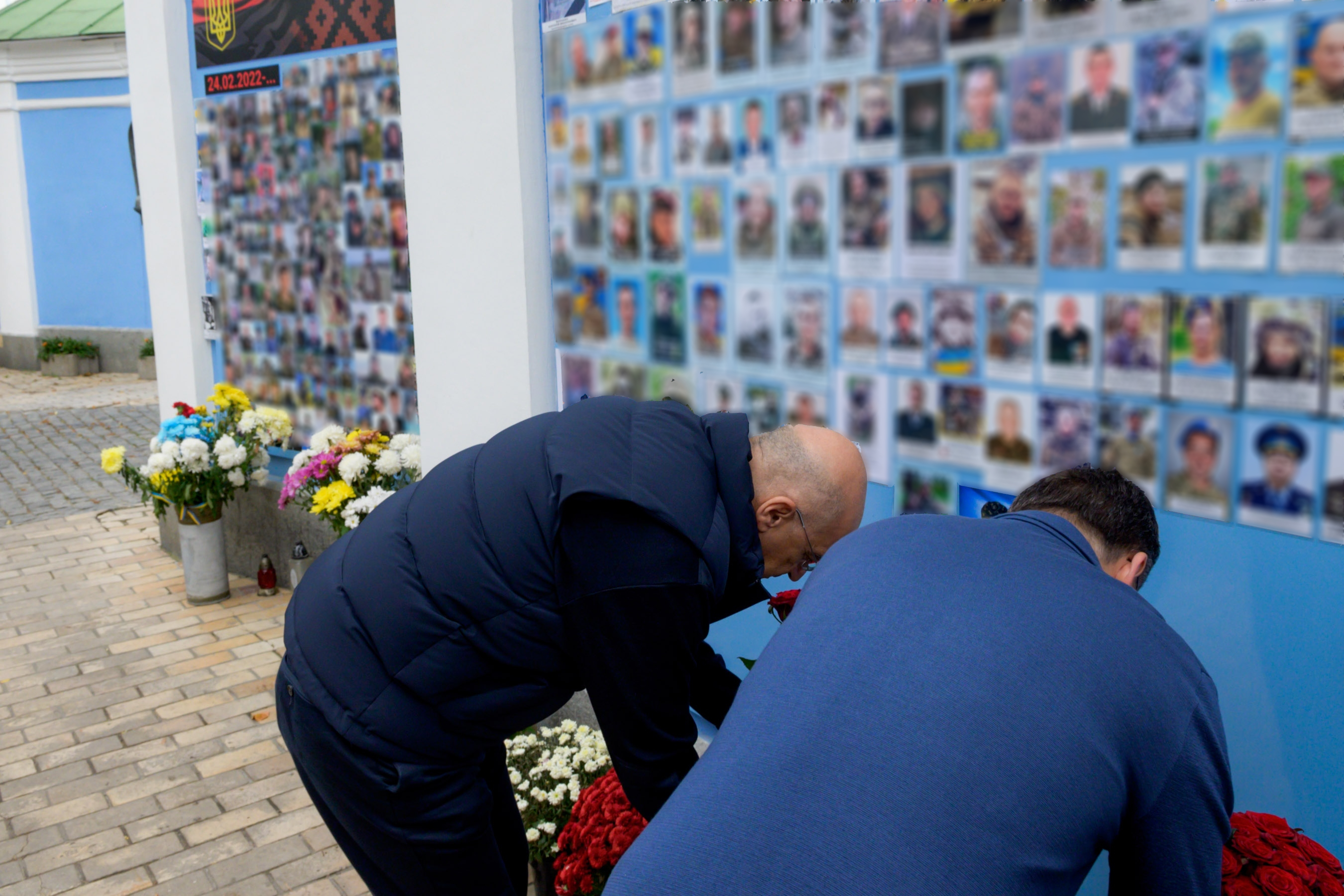
Minister Spraw Zagranicznych Ukrainy Dmytro Kułeba odwiedził sanktuarium żołnierzy ukraińskich poległych w wojnie rosyjsko-ukraińskiej w 2022 roku

Meduza, analizując dane dotyczące potwierdzonych zabitych żołnierzy oraz dane uzyskane z rosyjskiego rejestru spadkowego, oszacowała, że od początku inwazji i do końca 2023 roku zginęło 75 tys. rosyjskich żołnierzy, co statystycznie szacowano na szeroki przedział od 66 tys. do 88 tys. zabitych. Następnie kilka miesięcy później Meduza podała nowe szacunki dotyczące 64 tys. żołnierzy zabitych w latach 2022 i 2023, w oparciu o zwiększoną liczbę zgonów zgłoszonych przez Rosstat, w tym na Krymie, ale nie w innych ukraińskich regionach zajętych przez Rosję. Korzystając z podobnej analizy, lecz dodatkowo wykorzystując model statystyczny stosunku całkowitej liczby zgonów do zgonów potwierdzonych z nazwiska, podzielonych według grup wiekowych, oraz wykorzystując zaktualizowaną liczbę wymienionych zgonów z nazwiska według Mediazony, Meduza podała zaktualizowane szacunki całkowitej liczby zgonów w Rosji na 120 tys. zabitych do 30 czerwca 2024 roku. The Economist dokonał własnych obliczeń, wykorzystując stosunek ciężko rannych do zabitych na podstawie dokumentów, które wyciekły do Departamentu Obrony USA, a następnie podał, że od początku konfliktu zginęło lub zostało rannych od 462 tys. do 728 tys. rosyjskich żołnierzy. W czerwcu 2024 roku szacowano, że ok. 2% wszystkich rosyjskich mężczyzn w wieku od 20 do 50 lat mogło zostać zabitych lub poważnie rannych na Ukrainie od lutego 2022 roku. Według szacunków Meduzy pod koniec 2024 roku w czasie wojny zginęło ponad 165 tys. rosyjskich żołnierzy.
Centrum Studiów Strategicznych i Międzynarodowych (CSIS) ustaliło, że w pierwszym roku wojny na Ukrainie zginęło więcej rosyjskich żołnierzy niż podczas innych wojen od czasu II wojny światowej razem wziętych. CSIS oszacowało, że w pierwszym roku wojny w Rosji ginęło średnio ok. 5000 do 5800 żołnierzy miesięcznie. Dla porównania, w Czeczenii w ciągu 15 lat zginęło od 13 tys. do 25 tys. obywateli Federacji Rosyjskiej, z kolei w Afganistanie zginęło od 14 tys. do 16 tys. obywateli Związku Radzieckiego. Tym samym, według analiz CSIS, średni miesięczny wskaźnik ofiar śmiertelnych wśród Rosjan w pierwszym roku konfliktu na Ukrainie był co najmniej 25 razy większy niż w Czeczenii i co najmniej 35 razy większy niż podczas wojny Związku Radzieckiego w Afganistanie.
15 grudnia 2023 roku ukraiński dziennik Defense Express, wbrew twierdzeniom analityków i ukraińskiego wojska, podał, że na podstawie łącznej liczby zmobilizowanego rosyjskiego personelu wojskowego i uczestników konfliktu zginęło 500 tys. rosyjskich żołnierzy.
Tymczasem Ukraina potwierdziła, że do początku grudnia 2022 roku zginęło 10–13 tys. żołnierzy ukraińskich, natomiast do czerwca 2022 roku ok. 30 tys. wojskowych zostało rannych, podczas gdy 7200 żołnierzy uznano za zaginionych, w tym 5600 zostało wziętych do niewoli. Według prezydenta Ukrainy Wołodymyra Zełenskiego i doradcy prezydenta Mychajło Podolaka w szczytowym okresie walk w maju i czerwcu 2022 roku w walkach dziennie ginęło od 100 do 200 ukraińskich żołnierzy, natomiast doradca prezydenta Ołeksij Arestowycz stwierdził, że codziennie ginęło 150 żołnierzy, a 800 zostawało rannych. W połowie czerwca Davyd Arakhamia, główny negocjator Ukrainy z Rosją, powiedział serwisowi Axios, że każdego dnia ginęło od 200 do 500 ukraińskich żołnierzy. Pod koniec lipca 2022 roku dzienne straty po stronie ukraińskiej spadły do ok. 30 zabitych i ok. 250 rannych. Według stanu na połowę kwietnia 2023 roku za zaginionych uważano ok. 7 tys. żołnierzy ukraińskich, z czego ok. 60–65% stanowili jeńcy. W sierpniu 2023 roku dziennik The New York Times, cytując anonimowych urzędników amerykańskich, poinformował, że zginęło ok. 70 tys. ukraińskich żołnierzy, a od 100 tys. do 120 tys. zostało rannych. Według nowych szacunków urzędników amerykańskich z października 2024 roku liczba ofiar po stronie ukraińskiej wyniosła ponad 57 500 zabitych i 250 tys. rannych. 25 lutego 2024 roku prezydent Zełenski stwierdził, że w wojnie zginęło 31 tys. żołnierzy ukraińskich. 
Pod koniec listopada 2024 roku, opierając się na wszystkich wcześniejszych szacunkach strat wojskowych na Ukrainie, The Economist oszacował straty Ukrainy na 60–100 tys. zabitych i 400 tys. rannych. 8 grudnia 2024 roku prezydent-elekt Donald Trump stwierdził, że podczas wojny zginęło i zostało poważnie rannych 400 tys. ukraińskich żołnierzy. Prezydent Zełenski zaprzeczył tym twierdzeniom, ogłaszając, że zginęło 43 tys. ukraińskich żołnierzy, a 370 tys. zostało rannych, ale „ok. 50%” tych wojskowych wyzdrowiało i powróciło do czynnej służby. Zełenski dodał także, że ofiarami padło 750 tys. Rosjan, w tym 198 tys. zabitych i ponad 550 tys. rannych. W połowie lutego 2025 roku Zełenski zaktualizował liczbę ofiar po stronie ukraińskiej, ustalając ją na 46 000 zabitych i 380 tys. rannych.
W ramach projektu UALosses rozpoczętego pod koniec 2023 roku, uznanego za wiarygodny przez Mediazonę, Meduzę, grupę Book of Memory i BBC News Rosja (które same w sobie również prowadzą projekty dotyczące śledzenia ofiar wojskowych w konflikcie), imiennie udokumentowano śmierć 72 512 ukraińskich wojskowych według stanu na dzień 18 czerwca 2025 roku, łącznie ze stratami pozabojowymi. Według UALosses po stronie ukraińskiej potwierdzono śmierć 25 026 żołnierzy poborowych, 11 082 podoficerów, 4114 oficerów i 15 519 niezidentyfikowanych.
Według stanu na połowę kwietnia 2023 roku za zaginionych uważano ok. 7000 ukraińskich żołnierzy, z czego ok. 60–65% to jeńcy wojenni. Na początku października 2023 roku liczbę zaginionych zaktualizowano do 15 tys. W marcu 2024 roku za zaginionych uważano 7000–8000 żołnierzy ukraińskich. W połowie lutego 2025 roku liczba osób zaginionych wzrosła do 63 tys., przy czym 90% z nich to prawdopodobnie żołnierze.
Jeśli chodzi o rosyjskie straty militarne, ukraińskie szacunki były wysokie, podczas gdy rosyjskie szacunki dotyczące strat własnych były niskie. Śmierć w walce można było wywnioskować na podstawie różnych źródeł, w tym zdjęć satelitarnych i nagrań filmowych z działań wojennych. Według badacza z Wydziału Badań nad Pokojem i Konfliktami Uniwersytetu w Uppsali w Szwecji, w odniesieniu do rosyjskich strat militarnych rząd Ukrainy był zaangażowany w kampanię dezinformacyjną mającą na celu podniesienie morale, a zachodnie media generalnie chętnie akceptowały jego twierdzenia, podczas gdy Rosja „prawdopodobnie” bagatelizowała własne ofiary. Ponadto Ukraina zazwyczaj milczała w kwestii własnych ofiar śmiertelnych. Według BBC News ukraińskie doniesienia o ofiarach śmiertelnych w Rosji obejmowały również rannych. Analitycy ostrzegali, aby nie uznawać twierdzeń Ukrainy za fakt, ponieważ kraje zachodnie podkreślały liczbę ofiar śmiertelnych poniesionych przez rosyjskie wojsko, natomiast rosyjskie serwisy informacyjne w dużej mierze przestały publikować raporty o rosyjskich ofiarach śmiertelnych. Na początku czerwca 2022 roku Sąd Miejski w Swietłogorsku w obwodzie królewieckim orzekł, że listy rosyjskich żołnierzy poległych na Ukrainie publikowane przez prywatne serwisy informacyjne stanowią „informację niejawną”, a ich publikacja może zostać uznana za przestępstwo.
Pod koniec stycznia 2025 roku The New York Times poinformował, że analitycy doszli do wniosku, że straty Rosji, wliczając zabitych i ciężko rannych, wyniosły nieco mniej niż dwóch żołnierzy na każdego ukraińskiego żołnierza zabitego lub ciężko rannego, po połączeniu wielu różnych szacunków strat ukraińskich. Informacje o stratach wojskowych były tajemnicą państwową zarówno w Rosji, jak i na Ukrainie, podczas gdy ukraiński rząd był szczególnie skryty, ograniczając dostęp do danych demograficznych, które mogłyby zostać wykorzystane do oszacowania strat. Ponadto zachodnie agencje wywiadowcze niechętnie ujawniały swoje wewnętrzne wyliczenia dotyczące strat wojskowych na Ukrainie z obawy przed osłabieniem sojusznika. Amerykańscy urzędnicy stwierdzili, że Ukraina ukrywała te informacje nawet przed swoimi najbliższymi sojusznikami.
Wśród ofiar wojny w Rosji przeważali mężczyźni z biednych regionów Dalekiej Północy, Dalekiego Wschodu i Syberii. Buriatów, Kałmuków, Tuwińców, Czukczów i Nieńców uznano za mniejszości etniczne w Rosji, które odnotowały nieproporcjonalnie wysoki wskaźnik ofiar wśród wojsk rosyjskich. Po stronie ukraińskiej, według stanu na 18 czerwca 2025 roku, najwyższa liczba potwierdzonych zabitych lub zaginionych żołnierzy ukraińskich wynosiła 13 594 w obwodzie dniepropetrowskim, podczas gdy w obwodzie kirowohradzkim najwyższa potwierdzona liczba zgonów na mieszkańca wynosiła 6,062 na 1000.
Jeśli chodzi o potwierdzoną śmierć oficerów (zarówno wojskowych, jak i paramilitarnych) obu stron, ich liczba, według grup zbierających tego typu informacje, jest bardzo podobna. Według stanu na 29 lipca 2025 roku zginęło ok. 5432 oficerów rosyjskich i 5857 oficerów ukraińskich według stanu na 18 czerwca 2025 roku.
Instytut Badań nad Pokojem w Oslo oszacował, że w 2022 roku w konflikcie zginęło 81 tys. osób. Nie dało się precyzyjnie określić liczby ofiar cywilnych i wojskowych.
Według NATO i przedstawicieli zachodnich sił zbrojnych, w maju i czerwcu 2024 roku na Ukrainie każdego dnia ginęło lub odniosło rany średnio 1200 rosyjskich żołnierzy. W lipcu 2024 roku Szef Sztabu Generalnego armii brytyjskiej generał Sir Roland Walker powiedział, że przy obecnym sposobie walki Rosji zajęłoby pięć lat, aby przejąć kontrolę nad czterema regionami: donieckim, ługańskim, chersońskim i zaporoskim, które Rosja uznaje za swoje, i kosztowałoby to Rosję od 1,5 do 1,8 miliona ofiar. Stwierdził, że podczas inwazji Rosji na Ukrainę „nie ma zwycięzców”, dodając, że „jest to całkowita dewastacja dla obu stron i stracone pokolenia”. Według zachodniego urzędnika, w sierpniu 2024 roku podczas walk w obwodzie kurskim i Donbasie codziennie ginęło lub odnosiło rany ok. 1000 rosyjskich żołnierzy.
Biuro Wysokiego Komisarza Narodów Zjednoczonych ds. Praw Człowieka (UNHCHR) uważało, że liczba ofiar cywilnych jest znacznie wyższa od tej, którą Organizacja Narodów Zjednoczonych jest w stanie poświadczyć.
W styczniu 2024 roku przywódca kazachskiej diaspory w Moskwie Polat Dżamałow został oskarżony przez władze rosyjskie o rozpowszechnianie w mediach społecznościowych „fałszywych informacji” o rosyjskiej armii po tym, jak podzielił się rzekomymi szacunkami rosyjskiego urzędnika wyższego szczebla dotyczącymi liczby rosyjskich żołnierzy zabitych na Ukrainie. Według rosyjskiego portalu Wiorstka w poście na Facebooku znalazło się zdjęcie listu wiceminister finansów Iriny Okładnikowej do wicepremiera Dmitrija Grigorenki, z którego wynikało, że według stanu na połowę sierpnia 2022 roku na Ukrainie zginęło 48 759 rosyjskich żołnierzy.

### Ofiary cywilne

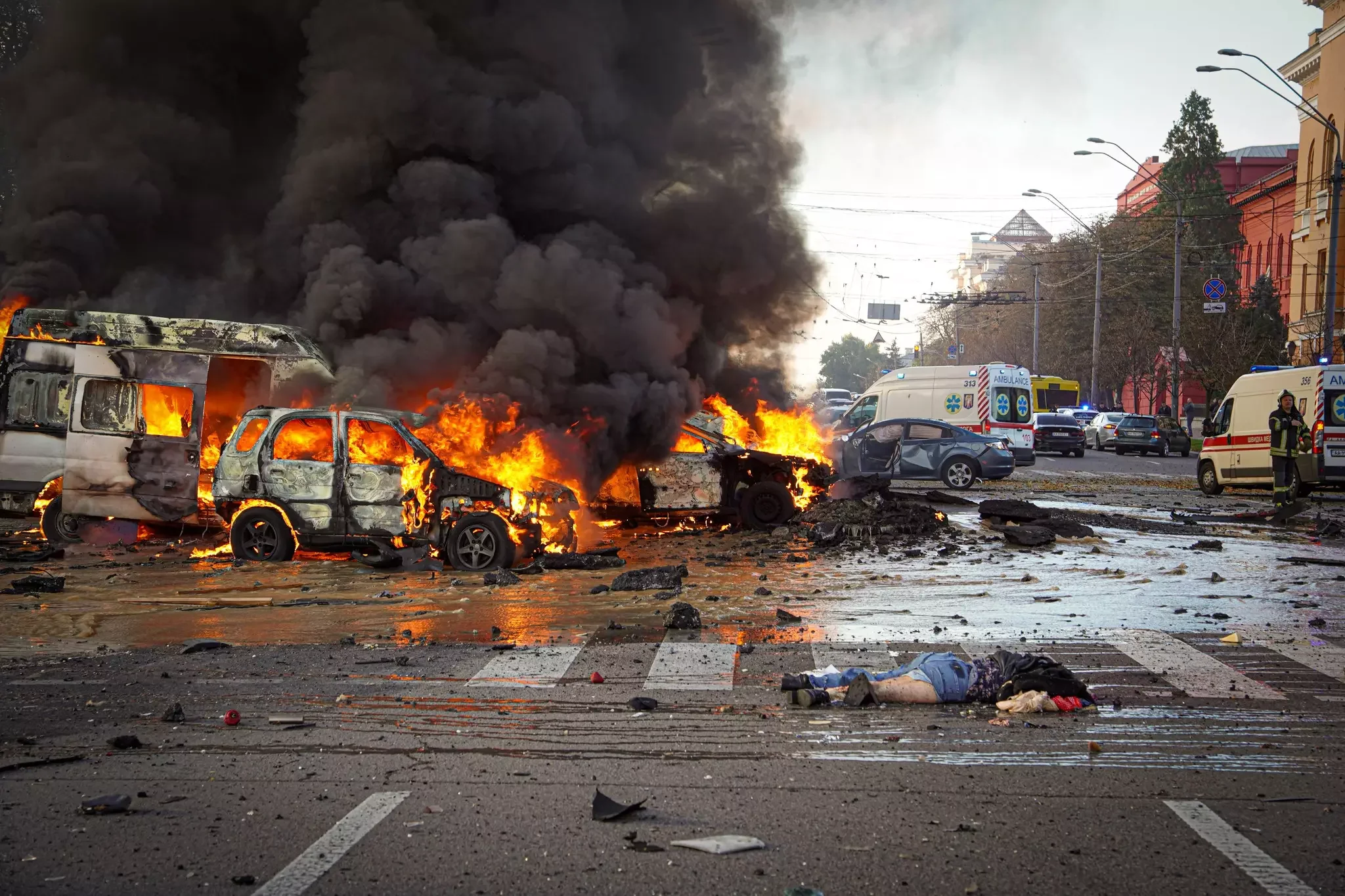
Cywil zabity w Kijowie w wyniku rosyjskiego ataku rakietowego, który miał miejsce 10 października 2022 roku

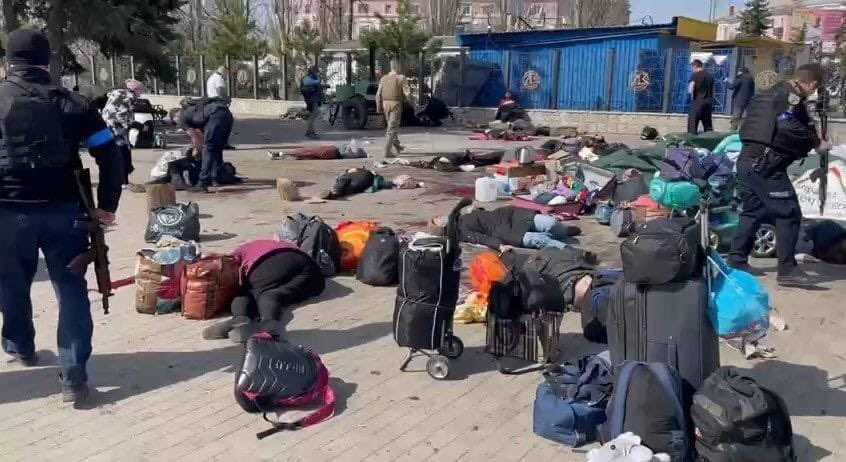
Zabici cywile w Kramatorsku w wyniku ataku na dworzec kolejowy 8 kwietnia 2022 roku

Wysoki komisarz Narodów Zjednoczonych do spraw praw człowieka (UNHCHR) odnotował na Ukrainie 49 431 ofiar cywilnych w okresie od 24 lutego 2022 do 31 lipca 2025 roku, w tym 13 883 zabitych i 35 548 rannych, stwierdzając jednak, że rzeczywista liczba mogła być wyższa. Liczba ta obejmowała 42 256 osób (11 164 zabitych i 31 092 rannych), które zginęły miało miejsce na terytorium pod kontrolą rządu Ukrainy oraz 7175 osób (2719 zabitych i 4456 rannych) na terytorium kontrolowanym przez rosyjskie siły zbrojne lub podmioty z nimi powiązane. 12 082 zgonów było spowodowanych bronią wybuchową „o działaniu na dużym obszarze”, 4450 minami i pozostałościami materiałów wybuchowych, 1351 to ofiary broni strzeleckiej, w tym ognia krzyżowego lub wypadków drogowych z udziałem pojazdów wojskowych lub cywilnych. W pierwszą rocznicę rosyjskiej inwazji główny prokurator Ukrainy wyraził obawę, że w konflikcie zginęło 100 tys. cywilów, potwierdzając jednocześnie, że 21,5 tys. osób nadal uważano za zaginione. 
30 czerwca 2023 roku UNHCHR poinformował, że odnotowano 287 ofiar cywilnych na terenie Zachodniej Rosji, w tym 58 zabitych i 229 rannych, podczas gdy w Republice Krymu zginęło kolejnych sześć osób, a 16 zostało rannych. Kolejnych dwóch cywilów zginęło, a jeden został ranny w ataku ukraińskiego drona na Most Krymski 17 lipca 2023 roku, podczas gdy pięciu cywilów zginęło, a 151 zostało rannych w wyniku ukraińskiego ataku rakietowego na Sewastopol 23 czerwca 2024 roku. W czerwcu 2022 roku prorosyjski szef Republiki Krymu Siergiej Aksionow stwierdził, że w wyniku ukraińskiego ataku na platformy wiertnicze na Morzu Czarnym w pobliżu Krymu zaginęło siedmiu pracowników Czornomornaftohazu. Rosyjska opozycyjna strona internetowa 7x7 potwierdziła śmierć 394 cywilów w Rosji do 25 grudnia 2024 roku, nie licząc ofiar na Krymie. Ponadto 15 listopada 2022 roku rakieta uderzyła w polską przygraniczną wieś Przewodów w województwie lubelskim, zabijając dwóch cywilów.
W kwietniu 2022 roku liczba ofiar śmiertelnych wśród ludności cywilnej obejmowała ponad 200 dzieci. W marcu 2022 roku 55 dzieci zginęło w wyniku walk w obwodzie kijowskim, a kolejne 34 w obwodzie charkowskim. 17 lutego 2023 roku ukraiński Prokurator Generalny ogłosił, że od początku inwazji zginęło co najmniej 461 dzieci, a kolejne 923 zostało rannych. Większość zabitych/rannych dzieci pochodziła z obwodu donieckiego (444), charkowskiego (272) i kijowskiego (123). Na początku czerwca 2023 roku Organizacja Narodów Zjednoczonych podała, że ponad 1582 dzieci zostało zabitych lub rannych podczas 15 miesięcy walk. 17 czerwca 2024 roku Prokurator Generalny Andrij Kostin podał, że od początku wojny zginęło co najmniej 551 dzieci.
W lutym 2023 roku główny prokurator Ukrainy ds. zbrodni wojennych Jurij Biełousow stwierdził, że „na Ukrainie mogło zostać zabitych 100 tys. cywilów, których ciała trzeba będzie odnaleźć i zidentyfikować po wyzwoleniu okupowanego terytorium”. W badaniu „Project on Defense Alternatives” obliczono, że do kwietnia 2023 roku zginęła „skromna” liczba 40 tys. ukraińskich cywilów. Według oficjalnych doniesień Stanów Zjednoczonych na maj 2023 roku liczba ofiar śmiertelnych wśród ukraińskich cywilów wyniosła 42 tys., czyli dwukrotnie więcej niż szacowana wówczas liczba ukraińskich strat wśród żołnierzy. Zdaniem serwisu Kyiv Independent Rosja nie zezwala na monitorowanie kontrolowanych przez siebie terytoriów, gdzie prawdopodobnie liczba ofiar śmiertelnych wśród ludności cywilnej jest najwyższa.
| Region                 | Ofiary śmiertelne     | Okres                                 | Źródło            |
| ---------------------- | --------------------- | ------------------------------------- | ----------------- |
| Obwód charkowski       | 1876 zabitych         | 24 lutego 2022 – 9 listopada 2024     | Władze ukraińskie |
| Obwód chersoński       | 587 zabitych          | 24 lutego 2022 – 27 października 2024 | Władze ukraińskie |
| Obwód chmielnicki      | 4 zabitych            | 24 lutego 2022 – 27 lutego 2023       | Władze ukraińskie |
| Obwód czerkaski        | 27 zabitych           | 24 lutego 2022 – 19 października 2024 | Władze ukraińskie |
| Obwód czernihowski     | 728+ zabitych         | 24 lutego 2022 – 3 października 2024  | Władze ukraińskie |
| Obwód dniepropetrowski | 238 zabitych          | 24 kwietnia 2022 – 11 listopada 2024  | Władze ukraińskie |
| Obwód doniecki         | 2810–27 958+ zabitych | 24 lutego 2022 – 12 lutego 2025       | Władze ukraińskie |
| Kijów                  | 201 zabitych          | 24 lutego 2022 – 25 października 2024 | Władze ukraińskie |
| Obwód kijowski         | 1605 zabitych         | 24 lutego 2022 – 11 sierpnia 2024     | Władze ukraińskie |
| Obwód kirowohradzki    | 9 zabitych            | 24 lutego 2022 – 4 stycznia 2024      | Władze ukraińskie |
| Obwód lwowski          | 22 zabitych           | 18 kwietnia 2022 – 6 lipca 2023       | Władze ukraińskie |
| Obwód ługański         | 815 zabitych          | 24 lutego – 31 grudnia 2022           | Władze ukraińskie |
| Obwód mikołajowski     | 435 zabitych          | 24 lutego 2022 – 11 listopada 2024    | Władze ukraińskie |
| Obwód odeski           | 107 zabitych          | 24 lutego 2022 – 14 listopada 2024    | Władze ukraińskie |
| Obwód połtawski        | 81 zabitych           | 27 lipca 2022 – 3 września 2024       | Władze ukraińskie |
| Obwód rówieński        | 25 zabitych           | 24 lutego 2022 – 23 czerwca 2022      | Władze ukraińskie |
| Obwód sumski           | 379 zabitych          | 24 lutego 2022 – 22 października 2024 | Władze ukraińskie |
| Obwód winnicki         | 30 zabitych           | 14 lipca 2022 – 14 marca 2024         | Władze ukraińskie |
| Obwód wołyński         | 8 zabitych            | 24 lutego 2022 – 15 sierpnia 2023     | Władze ukraińskie |
| Obwód zaporoski        | 124 zabitych          | 24 lutego 2022 – 11 listopada 2024    | Władze ukraińskie |
| Obwód żytomierski      | 283 zabitych          | 24 lutego 2022 – 31 grudnia 2022      | Władze ukraińskie |

| Region                    | Ofiary śmiertelne  | Okres                            | Źródło                            |
| ------------------------- | ------------------ | -------------------------------- | --------------------------------- |
| Doniecka Republika Ludowa | 1791–5090 zabitych | 26 lutego 2022 – 22 grudnia 2024 | Doniecka Republika Ludowa         |
| Ługańska Republika Ludowa | 972+ zabitych      | 17 lutego 2022 – 28 grudnia 2023 | Ługańska Republika Ludowa         |
| Obwód chersoński          | 41+ zabitych       | 6 czerwca 2023                   | Rosja                             |
| Republika Krymu           | 8 zabitych         | 24 lutego 2022 – 17 lipca 2023   | Rosja                             |
| Sewastopol                | 5 zabitych         | 23 czerwca 2024                  | Rosja                             |
| Zachodnia Rosja           | 58 zabitych        | 24 lutego 2022 – 30 czerwca 2023 | Organizacja Narodów Zjednoczonych |
| Zachodnia Rosja           | 394 zabitych       | 24 lutego 2022 – 25 grudnia 2024 | 7x7                               |

| Region                | Ofiary śmiertelne | Okres             | Źródło      |
| --------------------- | ----------------- | ----------------- | ----------- |
| Województwo lubelskie | 2 zabitych        | 15 listopada 2022 | Rząd polski |

### Zagraniczni cywile
Potwierdzono, że w czasie wojny rosyjsko-ukraińskiej zginęło co najmniej 175 cywilnych cudzoziemców z 25 państw.
| Państwo           | Liczba zabitych i zaginionych | Źródło                          |
| ----------------- | ----------------------------- | ------------------------------- |
| Azerbejdżan       | 97 (i 70 zaginionych)         | [ 473 ]                         |
| Armenia           | 18                            | [ 474 ]                         |
| Grecja            | 12                            | [ 475 ] [ 476 ]                 |
| Rosja             | 8                             | [ 477 ] [ 478 ]                 |
| Stany Zjednoczone | 5                             | [ 479 ] [ 480 ] [ 481 ] [ 482 ] |
| Francja           | 5                             | [ 483 ] [ 484 ] [ 485 ] [ 486 ] |
| Wielka Brytania   | 4                             | [ 487 ] [ 488 ] [ 489 ]         |
| Syria             | 4                             | [ 490 ]                         |
| Polska            | 3                             | [ 214 ] [ 491 ]                 |
| Białoruś          | 2                             | [ 492 ]                         |
| Mołdawia          | 2                             | [ 493 ] [ 494 ]                 |
| Turcja            | 2                             | [ 495 ]                         |
| Afganistan        | 1                             | [ 496 ]                         |
| Algieria          | 1                             | [ 497 ]                         |
| Bangladesz        | 1                             | [ 498 ]                         |
| Kanada            | 1                             | [ 499 ]                         |
| Chorwacja         | 1                             | [ 500 ]                         |
| Czechy            | 1                             | [ 501 ]                         |
| Egipt             | 1                             | [ 502 ]                         |
| Indie             | 1                             | [ 497 ] [ 503 ]                 |
| Irak              | 1                             | [ 504 ]                         |
| Irlandia          | 1                             | [ 505 ]                         |
| Izrael            | 1                             | [ 506 ]                         |
| Litwa             | 1                             | [ 507 ]                         |
| Hiszpania         | 1                             | [ 499 ]                         |

Paul Urey i Dylan Healy, dwóch brytyjskich pracowników pomocy, zostało schwytanych przez siły rosyjskie; Healy został oskarżony o „przymusowe przejęcie władzy” i odbycie szkolenia „terrorystycznego”, ale później, 22 września 2022, roku został zwolniony, z kolei Urey zmarł w niewoli. Obywatel amerykański został zatrzymany przez siły prorosyjskich separatystów i oskarżony o „udział w proukraińskich protestach”. Został zwolniony 28 października 2022 roku i dotarł na terytorium kontrolowane przez Ukrainę do 14 grudnia tego roku.

### Zagraniczni bojownicy
Nie licząc ofiar wojskowych Rosji i Ukrainy, w czasie wojny zginęło co najmniej 1720–2042 bojowników i ochotników, obcokrajowców lub urodzonych za granicą. Do połowy stycznia 2023 roku w walkach po stronie ukraińskiej rannych zostało kolejnych 1000 osób.
| Państwo                      | Pojmani                      | Wierność                                             | Status                       | Źródło                          |                              |
| Ukraińskie Siły Zbrojne (24) | Ukraińskie Siły Zbrojne (24) | Ukraińskie Siły Zbrojne (24)                         | Ukraińskie Siły Zbrojne (24) | Ukraińskie Siły Zbrojne (24)    | Ukraińskie Siły Zbrojne (24) |
| ---------------------------- | ---------------------------- | ---------------------------------------------------- | ---------------------------- | ------------------------------- | ---------------------------- |
| Australia                    | 1                            | Siły Zbrojne Ukrainy                                 | Jeniec                       | [ 515 ]                         |                              |
| Azerbejdżan                  | 1                            | Siły Zbrojne Ukrainy                                 | Wypuszczony                  | [ 516 ]                         |                              |
| Białoruś                     | 2                            | Pułk im. Konstantego Kalinowskiego                   | Jeńcy                        | [ 517 ] [ 518 ]                 |                              |
| Kolumbia                     | 4                            | Siły Zbrojne Ukrainy                                 | Jeńcy                        | [ 519 ] [ 520 ] [ 521 ] [ 522 ] |                              |
| Chorwacja                    | 1                            | Ukraiński Legion Międzynarodowy                      | Wypuszczony                  | [ 523 ] [ 524 ]                 |                              |
| Gruzja                       | 3                            | Ukraiński Legion Międzynarodowy                      | Jeńcy                        | [ 525 ]                         |                              |
| Izrael                       | 1                            | Ukraiński Legion Międzynarodowy                      | Wypuszczony                  | [ 526 ] [ 527 ]                 |                              |
| Maroko                       | 1                            | Ukraiński Legion Międzynarodowy                      | Wypuszczony                  | [ 523 ] [ 528 ] [ 524 ]         |                              |
| Serbia                       | 1                            | Pułk „Azow”                                          | Jeniec                       | [ 529 ]                         |                              |
| Szwecja                      | 1                            | Ukraiński Legion Międzynarodowy                      | Wypuszczony                  | [ 523 ] [ 524 ]                 |                              |
| Wielka Brytania              | 6                            | Siły Zbrojne Ukrainy Ukraiński Legion Międzynarodowy | 4 wypuszczonych i 2 jeńców   | [ 510 ] [ 530 ] [ 531 ] [ 532 ] |                              |
| Stany Zjednoczone            | 2                            | Ukraiński Legion Międzynarodowy                      | Wypuszczeni                  | [ 524 ]                         |                              |
| Rosyjskie Siły Zbrojne (40)  |                              |                                                      |                              |                                 |                              |
| Białoruś                     | 7                            | Wojska Lądowe Rosji                                  | Jeńcy                        | [ 533 ]                         |                              |
| Chiny                        | 2                            | Wojska Lądowe Rosji                                  | Jeńcy                        | [ 534 ]                         |                              |
| Kuba                         | 1                            | Wojska Lądowe Rosji                                  | Jeniec                       | [ 535 ]                         |                              |
| Egipt                        | 1                            | Wojska Lądowe Rosji                                  | Jeniec                       | [ 536 ]                         |                              |
| Ghana                        | 1                            | Prywatna firma wojskowa                              | Jeniec                       | [ 537 ]                         |                              |
| Kazachstan                   | 1                            | Prywatna firma wojskowa                              | Jeniec                       | [ 538 ]                         |                              |
| Kirgistan                    | 2                            | Wojska Lądowe Rosji                                  | 1 wypuszczony i 1 jeniec     | [ 539 ]                         |                              |
| Nepal                        | 7                            | Wojska Lądowe Rosji                                  | Jeniec                       | [ 536 ]                         |                              |
| Kongo                        | 1                            | Wojska Lądowe Rosji                                  | Jeniec                       | [ 536 ]                         |                              |
| Somalia                      | 1                            | Wojska Lądowe Rosji                                  | Jeniec                       | [ 536 ]                         |                              |
| Sierra Leone                 | 1                            | Wojska Lądowe Rosji                                  | Jeniec                       | [ 536 ]                         |                              |
| Słowacja                     | 1                            | Wojska Lądowe Rosji                                  | Jeniec                       | [ 540 ]                         |                              |
| Sri Lanka                    | 6                            | Wojska Lądowe Rosji                                  | Jeniec                       | [ 536 ]                         |                              |
| Syria                        | 1                            | Wojska Lądowe Rosji                                  | Jeniec                       | [ 536 ]                         |                              |
| Togo                         | 2                            | Wojska Lądowe Rosji                                  | Jeńcy                        | [ 541 ]                         |                              |
| Uzbekistan                   | 4                            | Prywatna firma wojskowa Wojska Lądowe Rosji          | Jeńcy                        | [ 542 ] [ 543 ] [ 539 ]         |                              |
| Jemen                        | 1                            | Wojska Lądowe Rosji                                  | Jeniec                       | [ 544 ]                         |                              |

Zgłoszono także zaginięcie Kolumbijczyka, Azera, dwóch Peruwiańczyków oraz bojowników czeskiego, estońskiego podczas walk po stronie armii ukraińskiej, z kolei 20 Kirgizów zaginęło podczas walk po stronie Rosji. Ponadto Kubańczyk walczący po stronie rosyjskiej powiedział, że podczas konfliktu zginęło lub zaginęło wielu kubańskich bojowników. Z kolei źródła rosyjskie przedstawiły paszport amerykańskiego bojownika, o którym twierdzono, że został zabity lub pojmany, choć nie zostało to potwierdzone. Ponadto potwierdzono, że zginęło kilkudziesięciu Białorusinów, Kazachów i Kirgizów, walczących w armii rosyjskiej.

### Identyfikacja, repatriacja i wymiana
27 lutego 2022 roku ambasador Ukrainy przy ONZ Sierhij Kyslyca poinformował, że kraj zwrócił się do Międzynarodowego Komitetu Czerwonego Krzyża o pomoc w repatriacji zwłok poległych żołnierzy rosyjskich. W związku z obawami, że Rosja nie informuje o liczbie i stratach żołnierzy na Ukrainie, Ministerstwo Spraw Wewnętrznych Ukrainy rozpoczęło tego samego dnia apele do krewnych rosyjskich żołnierzy o pomoc w identyfikacji rannych, wziętych do niewoli lub zabitych żołnierzy. Inicjatywa o nazwie Ishchi Svoikh (ros. Ищи Своих, dosł. „Szukaj własnego”) miała częściowo na celu podważenie morale i poparcia dla wojny w Rosji, jednak została szybko zablokowana przez organ regulacyjny rosyjskiego rządu ds. mediów w dniu podjęcia inicjatywy na wniosek Prokuratury Generalnej Rosji.
12 marca 2022 roku władze ukraińskie zaczęły korzystać z technologii rozpoznawania twarzy dostarczonej przez Clearview AI, aby pomóc w identyfikacji zmarłych, a także potencjalnie wykorzystać ją do wykrywania rosyjskich szpiegów, sprawdzania osób na punktach kontrolnych i potencjalnego zwalczania dezinformacji. Dyrektor naczelny Clearview stwierdził, że ta technologia może być skuteczniejsza niż dopasowywanie odcisków palców lub innych możliwych do zidentyfikowania cech danej osoby, chociaż badanie przeprowadzone przez Departament Energii Stanów Zjednoczonych wzbudziło obawy, że rozkład może zmniejszyć jej skuteczność. Ukraina zwróciła się także do Międzynarodowej Komisji ds. Osób Zaginionych, która została utworzona, aby pomagać po konfliktach na Bałkanach w latach 90. XX w. i masakrze w Srebrenicy w 1995 roku oraz identyfikować osoby na podstawie próbek DNA zmarłych i ich rodzin w celu próby krzyżowej. Organizacja dokumentowała również lokalizację ciała i sposób śmierci danej osoby.
Gdy rosyjscy żołnierze zaczęli się wycofywać, rozpoczęto identyfikację zabitych cywilów, których wcześniej nie odnotowywano ze względu na problemy z komunikacją i ciągłe walki. Dokumentacja i identyfikacja ciał rozpoczęła się od wielu pospiesznie wykopanych grobów i oczyszczenia gruzu w celu sfotografowania i identyfikacji ciał, a także policzenia ich liczby. Do ciał przymocowywano odręczne przywieszki i paszporty po identyfikacji, zanim zostały zabrane przez koronerów i urzędników. W niektórych miejscach mieszkańcy wiosek śledzili losy zmarłych, np. w Jahidnem, wiosce na północ od Kijowa, znajdującej się pod kontrolą Rosji, imiona zmarłych zapisywano na ścianie w szkolnej piwnicy.
Według stanu na koniec maja 2022 roku władze ukraińskie przechowywały co najmniej 137 ciał rosyjskich żołnierzy zebranych pod Kijowem oraz 62 w obwodzie charkowskim. 
| Daty wymiany szczątków | Ciała Rosjan  | Ciała Ukraińców | Źr.                             |
| ---------------------- | ------------- | --------------- | ------------------------------- |
| Czerwiec 2022          | 374 żołnierzy | 365 żołnierzy   | [ 563 ] [ 564 ] [ 565 ] [ 566 ] |
| 29 marca 2024          | 29 żołnierzy  | 121 żołnierzy   | [ 567 ]                         |
| 12 kwietnia 2024       | 23 żołnierzy  | 99 żołnierzy    | [ 567 ]                         |
| 2 sierpnia 2024        | 38 żołnierzy  | 250 żołnierzy   | [ 568 ]                         |
| 18 października 2024   | 89 żołnierzy  | 501 żołnierzy   | [ 569 ]                         |
| 8 listopada 2024       | 37 żołnierzy  | 563 żołnierzy   | [ 570 ]                         |
| 20 grudnia 2024        | 42 żołnierzy  | 503 żołnierzy   | [ 571 ] [ 572 ]                 |
| 24 stycznia 2025       | 49 żołnierzy  | 757 żołnierzy   | [ 573 ] [ 574 ]                 |
| 14 lutego 2025         | 45 żołnierzy  | 757 żołnierzy   | [ 575 ]                         |
| 28 marca 2025          | 43 żołnierzy  | 909 żołnierzy   | [ 576 ]                         |
| 18 kwietnia 2025       | 41 żołnierzy  | 909 żołnierzy   | [ 577 ]                         |
| 18 kwietnia 2025       | 34 żołnierzy  | 909 żołnierzy   | [ 578 ]                         |
| 10–16 czerwca 2025     | 78 żołnierzy  | 6060 żołnierzy  | [ 580 ]                         |
| 16 lipca 2025          | 19 żołnierzy  | 1000 żołnierzy  | [ 581 ]                         |
| 19 sierpnia 2025       | 19 żołnierzy  | 1000 żołnierzy  | [ 582 ]                         |

W grudniu 2024 roku wiceminister obrony Rosji Anna Ciwilowa podała liczbę 48 tys. żołnierzy zaginionych podczas walk na Ukrainie, których krewni przekazali próbki DNA w ramach aplikacji poszukiwawczych.

### Amputacje

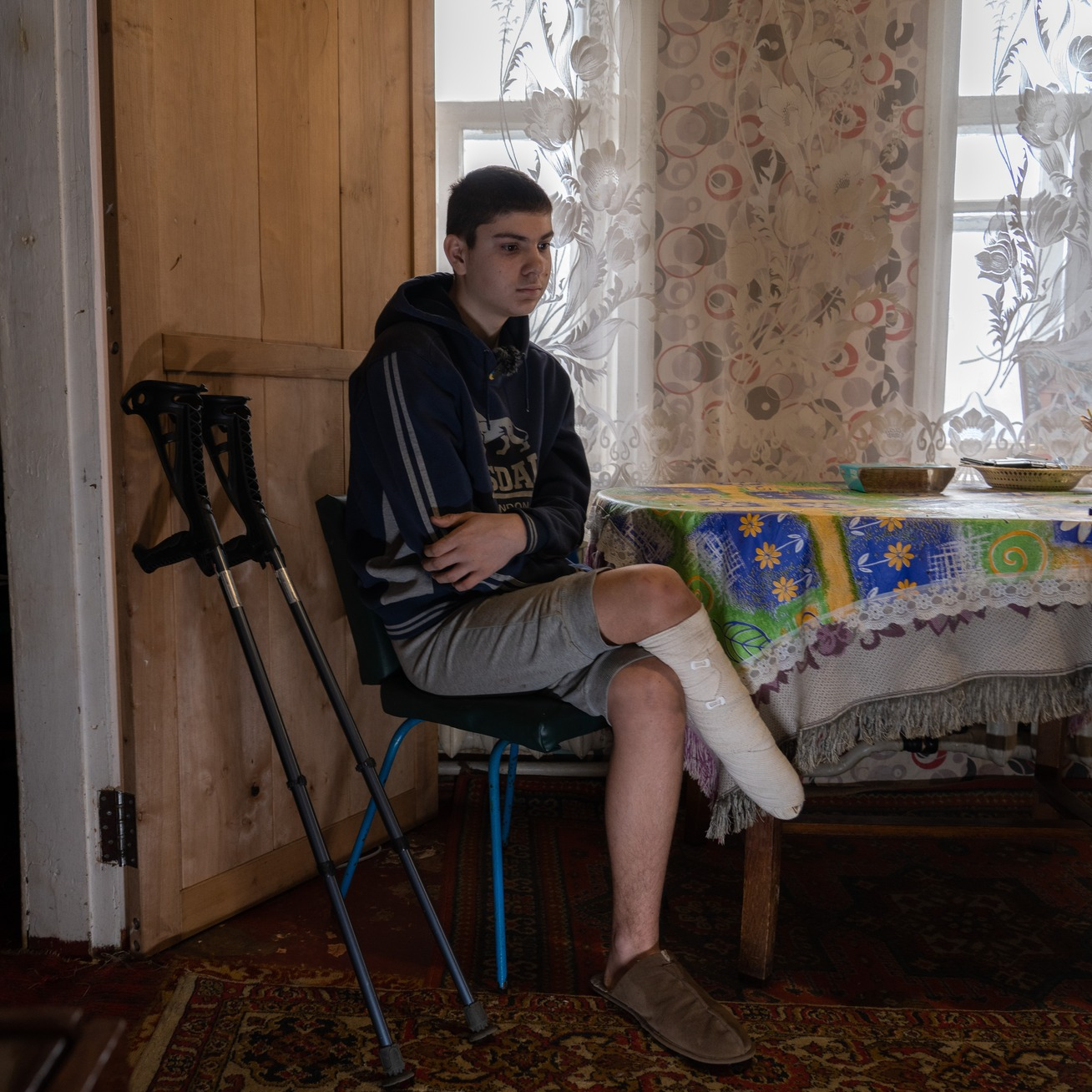
16-letnia ofiara miny lądowej PFM-1 w obwodzie charkowskim na Ukrainie.

2 sierpnia 2023 roku dochodzenie The Wall Street Journal wykazało, że podczas wojny na Ukrainie dokonano od 20 tys. do 50 tys. amputacji, w tym zarówno żołnierzom, jak i cywilom. Dla porównania podczas I wojny światowej amputacji wymagało 41 tys. Brytyjczyków i 67 tys. Niemców.

### Jeńcy wojenni

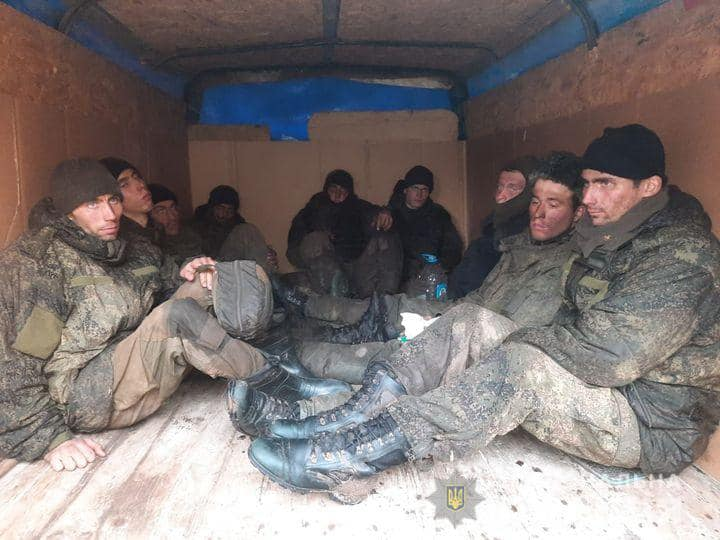
Schwytani żołnierze rosyjscy podczas bitwy o Sumy.

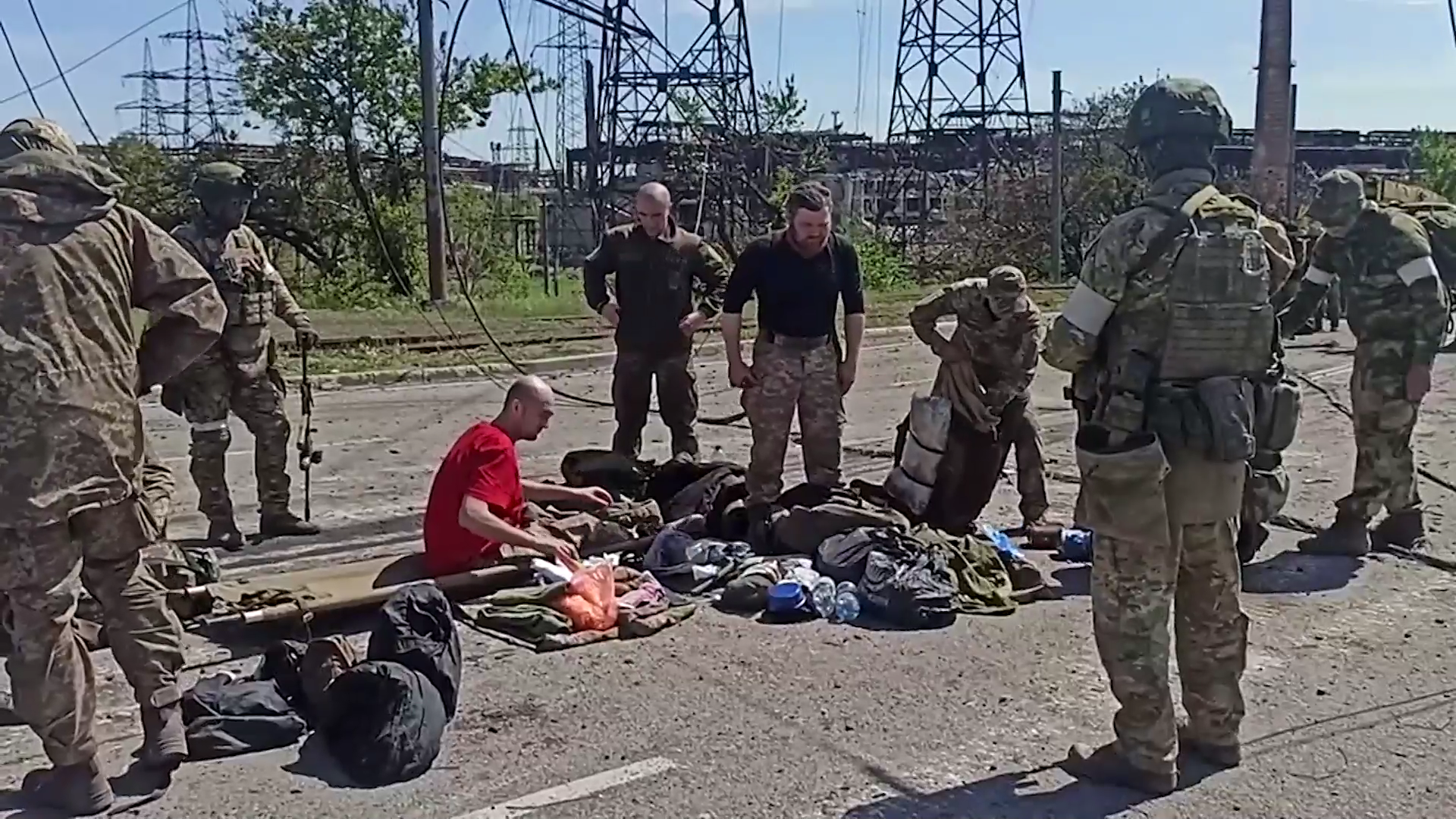
Ukraińscy żołnierze poddają się po zakończeniu oblężenia Mariupola.

Rosja stwierdziła, że do 2 marca 2022 roku schwytała 572 żołnierzy ukraińskich, podczas gdy Ukraina podała, że według stanu na 19 marca 562 żołnierzy rosyjskich było przetrzymywanych w ukraińskiej niewoli, przy czym według wcześniejszych doniesień 10 zostało zwolnionych w ramach wymiany więźniów za pięciu ukraińskich żołnierzy i mera Melitopola Iwana Fedorowa. Następnie 24 marca 2022 roku odbyła się pierwsza duża wymiana jeńców, podczas której wymieniono 10 żołnierzy rosyjskich i 10 ukraińskich oraz 11 rosyjskich i 19 ukraińskich marynarzy cywilnych. Wśród uwolnionych ukraińskich żołnierzy był jeden z 13 ukraińskich członków straży granicznej schwytanych podczas rosyjskiego ataku na Wyspę Wężową. Później, 1 kwietnia, 86 ukraińskich żołnierzy wymieniono na nieznaną liczbę żołnierzy rosyjskich.
Ambasador Ukrainy w Stanach Zjednoczonych Oksana Markarowa poinformowała, że pluton 74 Gwardyjskiej Brygady Strzelców Motorowych z obwodu kemerowskiego poddał się siłom ukraińskim, twierdząc, że „nie wiedzieli, że przywieziono ich na Ukrainę w celu zabijania Ukraińców”. Ukraina zorganizowała serię konferencji prasowych z kilkunastoma jeńcami wojennymi, podczas których jeńcy wypowiadali się na temat inwazji, sposobu, w jaki zostali zmanipulowani oraz nawoływania do zakończenia konfliktu. Według The Guardian, choć było prawdopodobne, że Ukraina wykorzystywała dyskomfort schwytanych żołnierzy do celów propagandowych, filmy wideo skutecznie pokazały „autentyczne poczucie” żalu rosyjskich wojskowych z powodu przybycia na Ukrainę. Amnesty International stwierdziło, że art. 13 Trzeciej Konwencji Genewskiej zabrania nagrywania filmów przedstawiających schwytanych żołnierzy. Nagrano, jak schwytani ukraińscy żołnierze posiadający obywatelstwo brytyjskie wzywali Borisa Johnsona do zorganizowania ich uwolnienia w zamian za prokremlowskiego ukraińskiego polityka Wiktora Medwedczuka. Poseł Robert Jenrick nazwał te filmy, nadawane osobno w stacji Rossija 24, „rażącym naruszeniem” Konwencji Genewskiej. Rzeczniczka Rosji stwierdziła, że podczas rozmowy telefonicznej powiedziała Johnsonowi na temat traktowania mężczyzn, że Wielka Brytania powinna „okazać miłosierdzie” obywatelom Ukrainy, wstrzymując pomoc wojskową dla ukraińskiego rządu, gdy zostanie poproszony o okazanie mężczyznom litości.
Szefowa Ukraińskiej Centrali Koordynacyjnej ds. Leczenia Jeńców wojennych, Iryna Wereszczuk, wyraziła obawy, że Rosja nie przekazała władzom ukraińskim informacji na temat lokalizacji jakichkolwiek ukraińskich jeńców wojennych, a Międzynarodowy Komitet Czerwonego Krzyża nie mógł się z nimi spotkać od 16 marca 2022 roku.
21 kwietnia 2022 roku Rosja stwierdziła, że podczas oblężenia Mariupola wzięto do niewoli 1478 żołnierzy ukraińskich. 22 kwietnia minister sprawiedliwości Donieckiej Republiki Ludowej Jurij Sirowatko, oświadczył, że na terytorium DRL przetrzymywanych było ok. 3000 ukraińskich jeńców wojennych. 20 maja Ministerstwo Obrony Rosji poinformowało, że w ciągu ostatnich pięciu dni do niewoli w wyniku kapitulacji ostatnich obrońców Mariupola, okopanych na terenie huty Azowstal, wzięto 2439 ukraińskich żołnierzy. 26 maja ambasador Ługańskiej Republiki Ludowej Rodion Mirosznik poinformował, że na terytorium DRL i ŁRL przetrzymywanych było ok. 8 tys. ukraińskich jeńców wojennych. Według oświadczenia ministra obrony Rosji Siergieja Szojgu od rozpoczęcia rosyjskiej inwazji na Ukrainę do początku czerwca 2022 roku poddało się 6489 ukraińskich żołnierzy.
W dzienniku The Independent z 9 czerwca 2022 roku przytoczono raport wywiadu, według którego wzięto do niewoli ponad 5600 ukraińskich żołnierzy, podczas gdy liczba rosyjskich żołnierzy przetrzymywanych w charakterze więźniów spadła do 550 z 900 w kwietniu tego roku w wyniku kilku wymian więźniów. Z kolei gazeta Ukraińska prawda podała, że według stanu na 20 czerwca w niewoli przetrzymywano 1000 rosyjskich żołnierzy.
Według Ukrainy na dzień 30 grudnia 2022 roku w Rosji jako jeńców wojennych przetrzymywano 3392 ukraińskich żołnierzy, a 15 tys. żołnierzy i cywilów uznano za zaginionych; miesiąc wcześniej Międzynarodowa Komisja ds. Osób Zaginionych również podała, że od początku rosyjskiej inwazji zaginęło 15 tys. osób. 31 grudnia, w ramach wymiany więźniów uwolniono 140 ukraińskich żołnierzy, co zwiększyło liczbę zwolnionych jeńców z niewoli rosyjskiej do 1464 żołnierzy i 132 cywilów. Według stanu na połowę listopada 2023 roku w Rosji przetrzymywanych było 4337 Ukraińców, w tym 3574 żołnierzy i 763 cywilów; do tej pory uwolniono 2598 ukraińskich jeńców. Według prezydenta Putina na początek czerwca 2024 roku w Rosji przetrzymywanych było 6465 żołnierzy ukraińskich, a na Ukrainie 1348 żołnierzy rosyjskich, podczas gdy do tego czasu potwierdzono zwolnienie 3210 Ukraińców. Potwierdzono również, że do końca lutego 2023 roku uwolniono co najmniej 800 rosyjskich żołnierzy. 5 października 2023 roku Ministerstwo Spraw Wewnętrznych Ukrainy poinformowało, że 26 tys. Ukraińców uznawano za zaginionych, w tym 11 tys. cywilów i 15 tys. żołnierzy. 17 listopada 2023 roku na stronie internetowej Ministerstwa Reintegracji Terytoriów Czasowo Okupowanych Ukrainy pojawiła się informacja, że 4337 osób, w tym 3574 wojskowych i 763 cywilów, znajdowało się w rosyjskiej niewoli, z czego 1953 zostało zwolnionych. 16 kwietnia 2024 roku Główny Rzecznik Praw Obywatelskich Dmytro Lubinets poinformował, że Ukraina zarejestrowała ok. 37 tys. osób uznawanych za zaginionych, w tym dzieci, ludność cywilną i personel wojskowy.
Pod koniec maja 2024 roku Komisarz Praw Człowieka Rosji Tatiana Moskalkowa zarzuciła władzom ukraińskim ciągłe wysuwanie nowych i daleko idących żądań w celu zapewnienia uwolnienia kolejnych jeńców wojennych, co doprowadziło do zawieszenia wymiany jeńców wojennych na miesiące. Natomiast ukraińska infolinia „Chcę żyć” podała, że Ukraina musiała otworzyć trzeci obóz dla rosyjskich jeńców wojennych. Służba zauważyła, że wzięci do niewoli rosyjscy żołnierze nie są przetrzymywani w koloniach, ale w specjalnych obozach i placówkach aresztu śledczego. Według danych Ukrainy w okresie od sierpnia 2024 roku do marca 2025 roku 971 żołnierzy rosyjskich zostało wziętych do niewoli w wyniku operacji w obwodzie kurskim. Na początku lutego 2025 roku potwierdzono, że w niewoli ukraińskiej znajdowało się 1382 rosyjskich żołnierzy, których wcześniej uważano za zaginionych. Przypuszczano jednak, że ogólna liczba rosyjskich jeńców wojennych była znacznie wyższa. Do 14 sierpnia 2025 roku liczba więźniów uwolnionych przez Rosję wzrosła do 5941 osób, w tym 240 cywilów. Dodatkowo Rosja uwolniła 555 Ukraińców poza wymianą jeńców.
Według projektu UALosses, na dzień 23 kwietnia 2025 roku w niewoli przebywało 6404 ukraińskich żołnierzy. Do 18 czerwca 2025 roku liczba ta spadła do 5525 osób.
Badanie rosyjskich jeńców wojennych wziętych do niewoli przez Ukrainę wykazało, że 55% żołnierzy było motywowanych walką o „poprawę warunków życia”, a 36% miało motywację ideologiczną.
W październiku 2024 roku Ministerstwo Obrony Ukrainy poinformowało, że 177 ukraińskich jeńców wojennych zginęło w rosyjskim areszcie od początku rosyjskiej inwazji, a „tysiące kolejnych” było zagrożonych. Szef wydziału ds. zbrodni wojennych Prokuratury Generalnej Jurij Biełousow powiedział, że Ukraina wie o co najmniej 93 ukraińskich jeńcach wojennych, którzy zostali rozstrzelani w trybie doraźnym przez rosyjskich żołnierzy na polu bitwy. 80% przypadków odnotowano w 2024 roku, ale tendencja ta pojawiła się już pod koniec 2023 roku. Według Associated Press ponad 200 ukraińskich jeńców wojennych zmarło w rosyjskiej niewoli. W wielu przypadkach przyczyny śmierci wskazywały na tortury, zaniedbania i brak opieki medycznej.
| Data wymiany jeńców     | Rosyjscy jeńcy             | Ukraińscy jeńcy                       | Źródło                  |
| ----------------------- | -------------------------- | ------------------------------------- | ----------------------- |
| 1 marca 2022            | 1 żołnierze                | 5 żołnierzy                           | [ 588 ]                 |
| 16 marca 2022           | 9 żołnierzy                | 1 cywil                               | [ 589 ]                 |
| 24 marca 2022           | 10 żołnierzy, 11 cywilów   | 10 żołnierzy, 19 cywilów              | [ 591 ]                 |
| 1 kwietnia 2022         | Brak informacji            | 86 żołnierzy                          | [ 632 ]                 |
| 9 kwietnia 2022         | ? żołnierzy, 18 cywilów    | 12 żołnierzy, 14 cywilów              | [ 633 ]                 |
| 14 kwietnia 2022        | Brak informacji            | 22 żołnierzy, 8 cywilów               | [ 634 ]                 |
| 15 kwietnia 2022        | 4 żołnierzy                | 5 żołnierzy                           | [ 635 ]                 |
| 19 kwietnia 2022        | Brak informacji            | 60 żołnierzy, 16 cywilów              | [ 636 ]                 |
| 21 kwietnia 2022        | Brak informacji            | 10 żołnierzy, 9 cywilów               | [ 637 ]                 |
| 28 kwietnia 2022        | Brak informacji            | 33 żołnierzy, 12 cywilów              | [ 638 ]                 |
| 30 kwietnia 2022        | Brak informacji            | 7 żołnierzy, 7 cywilów                | [ 639 ]                 |
| 6 maja 2022             | ? żołnierzy, 11 cywilów    | 28 żołnierzy, 13 cywilów              | [ 640 ] [ 641 ]         |
| 10 czerwca 2022         | 4 żołnierzy                | 4 żołnierzy, 1 cywil                  | [ 642 ]                 |
| 17 czerwca 2022         | Brak informacji            | Brak informacji (co najmniej 1 cywil) | [ 643 ]                 |
| 18 czerwca 2022         | 5 osób                     | 5 cywilów                             | [ 644 ]                 |
| 28 czerwca 2022         | 15 osób                    | 16 żołnierzy, 1 cywil                 | [ 645 ]                 |
| 29 czerwca 2022         | 144 żołnierzy              | 144 żołnierzy                         | [ 646 ]                 |
| 12 lipca 2022           | nd.                        | 2 żołnierzy, 3 cywilów                | [ 647 ]                 |
| 2 września 2022         | Brak informacji            | 14 żołnierzy                          | [ 648 ]                 |
| 21 września 2022        | 55 żołnierzy, 1 cywil      | 213 żołnierzy, 2 cywili               | [ 649 ] [ 510 ] [ 650 ] |
| 30 September 2022       | Brak informacji            | 4 żołnierzy, 2 cywilów                | [ 651 ]                 |
| 11 października 2022    | Brak informacji            | 32 żołnierzy                          | [ 652 ]                 |
| 13 października 2022    | 20 żołnierzy               | 20 żołnierzy                          | [ 653 ] [ 654 ]         |
| 17 października 2022    | 30 żołnierzy, 80 cywilów   | 96 żołnierzy, 12 cywilów              | [ 655 ]                 |
| 26 października 2022    | Brak informacji            | 10 żołnierzy                          | [ 656 ]                 |
| 29 października 2022    | 50 żołnierzy               | 50 żołnierzy, 2 cywilów               | [ 657 ] [ 658 ]         |
| 3 listopada 2022        | 107 żołnierzy              | 107 żołnierzy                         | [ 659 ]                 |
| 11 listopada 2022       | 45 żołnierzy               | 45 żołnierzy                          | [ 660 ] [ 661 ]         |
| 23 listopada 2022       | 35 żołnierzy               | 35 żołnierzy, 1 cywil                 | [ 662 ]                 |
| 24 listopada 2022       | 50 żołnierzy               | 50 żołnierzy                          | [ 663 ]                 |
| 26 listopada 2022       | 9 żołnierzy                | 9 żołnierzy, 3 cywilów                | [ 664 ] [ 665 ]         |
| 1 grudnia 2022          | 50 żołnierzy               | 50 żołnierzy                          | [ 666 ]                 |
| 6 grudnia 2022          | 60 żołnierzy               | 60 żołnierzy                          | [ 667 ]                 |
| 14 grudnia 2022         | Brak informacji            | 64 żołnierzy, 1 cywil                 | [ 668 ]                 |
| 31 grudnia 2022         | 82 żołnierzy               | 140 żołnierzy                         | [ 669 ]                 |
| 8 stycznia 2023         | 50 żołnierzy               | 50 żołnierzy                          | [ 670 ]                 |
| 4 lutego 2023           | 63 żołnierzy               | 116 żołnierzy                         | [ 671 ]                 |
| 16 lutego 2023          | 101 żołnierzy              | 100 żołnierzy, 1 cywil                | [ 672 ]                 |
| 7 marca 2023            | 90 żołnierzy               | 130 żołnierzy                         | [ 673 ]                 |
| 24 marca 2023           | 5 żołnierzy                | nd.                                   | [ 674 ]                 |
| 3 kwietnia 2023         | Brak informacji            | 10 żołnierzy, 2 cywilów               | [ 675 ]                 |
| 10 kwietnia 2023        | 106 żołnierzy              | 100 żołnierzy                         | [ 676 ] [ 677 ]         |
| 16 kwietnia 2023        | Brak informacji            | 130 żołnierzy                         | [ 678 ]                 |
| 26 kwietnia 2023        | Brak informacji            | 42 żołnierzy, 2 cywilów               | [ 679 ]                 |
| 6 maja 2023             | 3 żołnierzy                | 45 żołnierzy                          | [ 680 ]                 |
| 25 maja 2023            | Brak informacji            | 106 żołnierzy                         | [ 681 ]                 |
| 8 czerwca 2023          | Brak informacji            | 11 żołnierzy                          | [ 682 ]                 |
| 11 czerwca 2023         | 94 żołnierzy               | 95 żołnierzy                          | [ 683 ]                 |
| 6 lipca 2023            | 45 żołnierzy               | 45 żołnierzy, 2 cywilów               | [ 684 ]                 |
| 7 sierpnia 2023         | Brak informacji            | 22 żołnierzy                          | [ 685 ]                 |
| 3 stycznia 2024         | 248 żołnierzy              | 224 żołnierzy, 6 cywilów              | [ 686 ] [ 687 ]         |
| 31 stycznia 2024        | 195 żołnierzy              | 207 żołnierzy                         | [ 688 ] [ 689 ]         |
| 8 lutego 2024           | 100 żołnierzy              | 100 żołnierzy                         | [ 690 ] [ 691 ]         |
| 31 maja 2024            | 75 żołnierzy               | 71 żołnierzy, 4 cywilów               | [ 692 ]                 |
| 25 czerwca 2024         | 90 żołnierzy               | 90 żołnierzy, 10 cywilów              | [ 693 ] [ 694 ]         |
| 17 lipca 2024           | 95 żołnierzy               | 95 żołnierzy                          | [ 610 ]                 |
| 24 sierpnia 2024        | 115 żołnierzy              | 115 żołnierzy                         | [ 695 ]                 |
| 11 września 2024        | 44 żołnierzy               | 42 żołnierzy, 7 cywilów               | [ 696 ]                 |
| 14 września 2024        | 103 żołnierzy              | 103 żołnierzy                         | [ 697 ]                 |
| 18 października 2024    | 95 żołnierzy               | 95 żołnierzy                          | [ 698 ]                 |
| 30 grudnia 2024         | 150 żołnierzy              | 187 żołnierzy, 2 cywilów              | [ 699 ]                 |
| 15 stycznia 2025        | 25 żołnierzy               | 25 żołnierzy, 1 cywil                 | [ 700 ]                 |
| 5 lutego 2025           | 150 żołnierzy              | 150 żołnierzy                         | [ 701 ]                 |
| 19 marca 2025           | 175 żołnierzy              | 197 żołnierzy                         | [ 702 ]                 |
| 19 kwietnia 2025        | 261 żołnierzy              | 277 żołnierzy                         | [ 703 ] [ 704 ]         |
| 6 maja 2025             | 205 żołnierzy              | 205 żołnierzy                         | [ 705 ]                 |
| 23–25 maja 2025         | 880 żołnierzy, 120 cywilów | 880 żołnierzy, 120 cywilów            | [ 706 ]                 |
| 9 czerwca–23 lipca 2025 | 1200 żołnierzy, 2 cywilów  | 1100 żołnierzy i cywilów              | [ an ]                  |
| 14 sierpnia 2025        | 84 żołnierzy               | 33 żołnierzy, 51 cywilów              | [ 622 ]                 |